# 蒼井翔太
蒼井 翔太（あおい しょうた、1987年8月11日 - ） は、日本の声優、歌手、舞台俳優。福井県福井市出身。フリー。レコードレーベルはKING AMUSEMENT CREATIVE。2022年10月15日まで株式会社Sに所属していた。

## 来歴
音楽にふれたきっかけは物心つかない頃に、カラオケ機器が家にあり、祖母が美空ひばりの曲『川の流れのように』を歌っていたことを覚えていた。その時に祖母がカラオケで歌った歌を録音していたカセットテープがあったが、大人になってからそれを聴いたところ、歌声とは別に、小さな声も入り、音楽に出会ったのは、この頃だという。
初めて買ったCDは小学生の頃に観ていたバラエティ番組『ウッチャンナンチャンのウリナリ!!』で結成されたバンドのポケットビスケッツのCD『YELLOW YELLOW HAPPY』。
中学3年生の時に友達に連れられて行ったカラオケで倖田來未の「So Into You」を歌った際に声を褒められた。当時は声がコンプレックスで歌うことが嫌いだったが、それを機にカラオケに少しずつ通うようになる。
2004年、地元福井テレビ主催の夏祭り「ぺんたワイワイ夏祭り」で行われるカラオケ大会のオーディションに合格するも、豪雨で祭りが中止になる。しかし、オーディションのスタッフから電話があり、ヤマハ音楽振興会のTEENS' MUSIC FESTIVALに出場することになる。その大会の県大会および東海北陸地区大会でグランプリを獲得し、渋谷公会堂で行われた全国大会に進出。中村中（関東甲信越代表）をはじめ、他の参加者の多くがオリジナルの楽曲を披露する中、カバー曲「1000の言葉」（倖田來未）を歌った。人生初ステージとなったこの大会がきっかけで歌手を志す。大会後、芸能事務所アワーソングスからの電話を受け歌手活動を開始。
2006年7月26日、SHOWTA.としてシングル「願い星」でキングレコードからメジャーデビュー。
アワーソングス所属当初から「アニメやゲームの仕事をしたい」と伝えていたが、経験も無いためなかなか認められなかった。一度声優のオーディションを受け、落ちた経験がアニメやゲームの仕事をしたいという意思を固めることとなった。3年程活動するうちに、「人生は一度きりだし、自分のやってみたいことを諦めずに一歩踏み出したい」と思い、アニメやゲームに携わる道に進みたいと自ら辞意を申し入れ、2010年1月14日にアワーソングスとのマネージメント契約が終了。フリーとなる。
2010年2月1日、芸名を柳ヶ木 昇（りゅうがき のぼる）に改名し、アニソン歌手・声優を目指して活動再開。同年7月8日、「NEO GIRLS FESTIVAL TOgether P-WEST」へ出演した時、ULTRA-PRISMの小池雅也から「面白いね」と言われ仲良くなる。その後、小池から株式会社Sの社長である佐藤ひろ美を紹介してもらい、10月より株式会社Sに所属し、蒼井翔太として活動を始める。また、佐久間紅美や松井菜桜子の元でレッスンを受けるなど、佐藤の勧めにより声優の勉強を始める。
2011年2月24日、ゲーム『Black Robinia』で声優デビュー。同年10月より放送のアニメ『君と僕。』では劇中歌を担当し、松下隆之介役でアニメデビュー。
2013年6月26日発売のミニアルバム『ブルーバード』でブロッコリー（b-greenレーベル）からCDデビュー。
2014年12月3日、OVA『この男子、石化に悩んでます。』にて田万里歩役で初主演。また初アニメ主題歌となる「glitter wish」では歌唱の他に作詞作曲も手がけた。
2016年3月1日付で、レコード会社をブロッコリー（b-greenレーベル）からキングレコードのキング・アミューズメント・クリエイティブ本部に移籍。これに伴い、Sが運営していたオフィシャルファンクラブ「A☆happy lab.」が、キングレコードへ移管（モストカンパニーへ委託）。
2019年9月放送開始の連続ドラマ『REAL⇔FAKE』（毎日放送 / TBS）でテレビドラマ初出演。蒼井は国民的歌姫役を演じる。
2022年10月15日、Sとのマネジメント契約を終了し、フリーランスとして活動していくことを発表した。これに伴い、Sがキングレコードへ移管（モストカンパニーへ委託）していたオフィシャルファンクラブ「A☆happy lab.」が、モストカンパニーの運営に移行。

## 人物・エピソード
小学校3年生から中学校1年生ごろまで学校へ行っておらず、引きこもりがちな少年時代を過ごした。
声質は膨よかなハイトーンボイスをしており、本人は「技術的に言えば、ハイハイAのキーまで出したり声楽的な歌い方にも挑戦しているのですが、何よりも大切にしたのは、女神のような"包容力"を持って歌うことです。きっと、舞台を観てから聴くと『こういう歌だったのか！』となりますよ」と言う。また佐藤から「特徴のある声だから（アニソンに）挑戦してみないか」と歌のレッスンに誘われるなど声に特徴があるが、本人はかつて声にコンプレックスを持っており、アニソンに挑戦し始めた頃は声で誰かを笑顔にする自信などなかったと言う。
特技は硬式テニス、ダンス&振り付け。趣味はタロットカード、美容。

## 出演
太字はメインキャラクター。

### テレビアニメ
2011年
- 君と僕。（2011年 - 2012年、松下隆之介） - 2シリーズ

2013年
- うたの☆プリンスさまっ♪ マジLOVE シリーズ（2013年 - 2016年、美風藍） - 3シリーズ

2014年
- 少年ハリウッド（2014年 - 2015年、富井大樹） - 2シリーズ
- 神撃のバハムート GENESIS（ミカエル）

2015年
- キュートランスフォーマー さらなる人気者への道（クリフ）
- ダイヤのA（2015年 - 2020年、東条秀明） - 3シリーズ
- 北斗の拳 イチゴ味（リン）

2016年
- ツキウタ。 THE ANIMATION（2016年 - 2020年、水無月涙、水無月怜） - 2シリーズ
- 初恋モンスター（レンレン）
- はんだくん（小鹿宗介）
- ファンタシースターオンライン2 ジ アニメーション（橘イツキ）
- フューチャーカード バディファイト シリーズ（2016年 - 2018年、黒渦ガイト、アーマナイト・メニーマミー） - 3シリーズ
- プリンス・オブ・ストライド オルタナティブ（夏凪瞳弥）
- マジきゅんっ!ルネッサンス（土筆もね）
- 私がモテてどうすんだ（朱）

2017年
- ちるらん にぶんの壱（原田左之助）
- MARGINAL#4 KISSから創造るBig Bang（新堂ツバサ、北上征紀）
- 王室教師ハイネ（リヒト・フォン・グランツライヒ）
- 喧嘩番長 乙女 -Girl Beats Boys-（金春貴之）
- 戦姫絶唱シンフォギアAXZ（カリオストロ）
- DIVE!!（辻利彦）
- DYNAMIC CHORD（天城成海）

2018年
- ポプテピピック（2018年 - 2022年、蒼井翔太〈本人役 / 実写出演〉） - 2シリーズ + 特別編
- 3D彼女 リアルガール（2018年 - 2019年、伊東悠人） - 2シリーズ
- Caligula -カリギュラ-（カギP / 響鍵介）
- デビルズライン（吉井健一）
- 千銃士（スプリングフィールド）
- フューチャーカード 神バディファイト（2018年 - 2019年、黒渦ライト、マッドネス・ルナ）
- 働くお兄さん!の2!（ググガガ、ウサギ）
- ぐらんぶる（ミックスボイスA）

2019年
- Dimensionハイスクール（次元の使者）
- 明治東亰恋伽（滝廉太郎）
- 今日もツノがある（魚人、暴れアザラシ、小魚、フエウオ）
- からくりサーカス（ディーン・メーストル〈少年〉）
- KING OF PRISM -Shiny Seven Stars-（如月ルヰ）
- キャロル&チューズデイ（ピョートル）
- この音とまれ!（神崎澪） - 2シリーズ
- ACTORS -Songs Connection-（芦原倖乎）
- 私、能力は平均値でって言ったよね!（神様）

2020年
- ギャルと恐竜（蒼井翔太〈本人役〉） - 実写出演
- 乙女ゲームの破滅フラグしかない悪役令嬢に転生してしまった…（2020年 - 2021年、ジオルド・スティアート） - 2シリーズ
- プリンセスコネクト!Re:Dive（2020年 - 2022年、カイザーインサイト、シャドウカイザー） - 2シリーズ
- とーとつにエジプト神（2020年 - 2023年、ウェネト ） - 2シリーズ

2021年
- キンタマーニドッグ（キンタ）
- 2.43 清陰高校男子バレー部（棺野秋人）
- カードファイト!! ヴァンガード overDress（2021年 - 2023年、近導ユウユ） - 5シリーズ
- 擾乱 THE PRINCESS OF SNOW AND BLOOD（月城真琴）
- 新幹線変形ロボ シンカリオンZ（2021年 - 2022年、嵐山ギンガ）
- ヴィジュアルプリズン（ハイド・ジャイエ）

2022年
- 賢者の弟子を名乗る賢者（クレオス）
- お昼のショッカーさん（ショッカーさん1 、 イカデビル）
- 黒の召喚士（クライヴ・テラーゼ）
- 名探偵コナン 犯人の犯沢さん（犯沢さん / 犯沢真人、PVナレーション）
- VAZZROCK THE ANIMATION（水無月涙）
- 越後幕府（カネツグ／蛇骨半九郎）
- マッドトイチャッティ（かぐや姫）

2023年
- セブンボイスミュージアム〜名画と7人の巨匠たち〜（荒田ひかり）
- デッドマウント・デスプレイ（レミングス、神薙涼馬） - 2シリーズ
- 新しい上司はど天然（くまってちゃん）

2024年
- HIGH CARD（フランソワ・ウィンターズ）
- 出来損ないと呼ばれた元英雄は、実家から追放されたので好き勝手に生きることにした（アレン）
- 妖怪学校の先生はじめました!（2024年 - 2025年、たかはし明）

2025年
- 美男高校地球防衛部ハイカラ!（鳥居若生言葉 / 今は失われし幸せの青い鳥怪人）

### 劇場アニメ
- KING OF PRISMシリーズ（2016年 - 2025年、如月ルヰ[86]） - 5作品[一覧 15]
- 劇場版 王室教師ハイネ（2019年、リヒト・フォン・グランツライヒ[91]）
- 劇場版 うたの☆プリンスさまっ♪ マジLOVEキングダム（2019年、美風藍[92]）
- 劇場版 美少女戦士セーラームーンEternal（2021年、フィッシュ・アイ[93]） - 前後編
- 劇場版 乙女ゲームの破滅フラグしかない悪役令嬢に転生してしまった…（2023年、ジオルド・スティアート[94]）
- RABBITS KINGDOM THE MOVIE（2024年、水無月涙[95]）
- たべっ子どうぶつ THE MOVIE（2025年、かばちゃん）

### OVA
- この男子、石化に悩んでます。（2014年、田万里歩[96]）
- 薄桜鬼（2021年、酒井兵庫[97]）

### Webアニメ
- IKEBUKURO（2019年、ふくろう[98][99]）
- とーとつにエジプト神（2021年、ウェネト[100]）
- ブラックチャンネル（2021年、近導ユウユ[101]）
- 遊星高校　天文部（2021年、星門 司）
- 妄想宇宙人バブちゅ〜（2021年、男の子[102]）
- 大槌カイ物語（2022年 - 2023年、大槌カイ）

### ゲーム
2011年
- Black Robinia（鑑識）
- うたの☆プリンスさまっ♪ Repeat（司会者）

2012年
- うたの☆プリンスさまっ♪ Debut（美風藍）

2013年
- うたの☆プリンスさまっ♪ All Star（美風藍）
- うたの☆プリンスさまっ♪ MUSIC 2（美風藍）
- 女将のキミに（北條新）

2014年
- あやかしごはん（ケイ）
- グランブルーファンタジー（2014年 - 2023年、エルタ）
- 神撃のバハムート（エルタ、バロン・ダブルフィール、ミカエル）
- スカイ・ロア（希望を胸に旅する王子様）
- DYNAMIC CHORD feat.[reve parfait]（天城成海）
- BinaryStar（サクライ・ナチ）
- ボイスサプリ Vol.8（光里）
- ボイスミーツガール〜幸運のシンデレラ〜（桐谷奏太）

2015年
- うたの☆プリンスさまっ♪ All Star After Secret（美風藍）
- Cafe Cuillere 〜カフェ キュイエール〜（咲久間湊）
- 源氏恋絵巻（六条の君）
- 小林が可愛すぎてツライっ!! ゲームでもキュン萌えMAXが止まらないっ(*´ェ'*)（上杉知永）
- サウザンドメモリーズ（リゼルド、デニス）
- 大正×対称アリス（白雪）
- 忍務遂行（都築奏）
- BELIEVER!（舞川臣）
- プリンス・オブ・ストライド（夏凪瞳弥）
- ボーイフレンド（仮）（宝生瑞季）
- メイプルストーリー（スウ）
- 夢王国と眠れる100人の王子様（サイ、ミチル）
- LOVE:QUIZ〜恋する乙女のファイナルアンサー〜（ハヅキ）

2016年
- イケメン幕末◆運命の恋〜華の都と恋の乱〜（吉田松陰）
- うたの☆プリンスさまっ♪ MUSIC 3（美風藍）
- Collar×Malice（一色康弘）
- Caligula -カリギュラ-（響鍵介 / カギP）
- 喧嘩番長 乙女（金春貴之）
- 世界樹の迷宮V 長き神話の果て（キャラクターボイス）
- 大正×対称アリス all in one（白雪）
- DYNAMIC CHORD feat.apple-polisher（天城成海）
- バンドやろうぜ!（鳳葵陽）
- ファンタシースターオンライン2es（イツキ）
- ブレイブリークロニクル（カリス）
- プリンセスコネクト!（覇瞳皇帝〈カイザーインサイト〉 / 千里真那）
- マジきゅんっ!ルネッサンス（土筆もね）

2017年
- GARM STRUGGLE〜狂鎖の番狗〜（一色亜蘭）
- フューチャーカード バディファイト 目指せ! バディチャンピオン!（黒渦ガイト）
- Side Kicks!（リコ）
- Black Rose Suspects（ティーミー・ドノバン）
- 茜さすセカイでキミと詠う（森蘭丸）
- ツキノパラダイス。（水無月涙）
- Blackish House ←sideZ（阿久根セラ）
- MARGINAL#4 ROAD TO GALAXY（新堂ツバサ）
- ツキトモ。-TSUKIUTA.12 memories-（水無月涙）
- 君と霧のラビリンス（牧総一郎）
- 喧嘩番長 乙女 〜完全無欠のマイハニー〜（金春貴之）
- イケメンヴァンパイア◆偉人たちと恋の誘惑（アイザック・ニュートン）
- KING OF PRISM プリズムラッシュ！LIVE（如月ルヰ）
- うたの☆プリンスさまっ♪ Shining Live（美風藍）
- 恋愛プリンセス 〜ニセモノ姫と10人の婚約者〜（シリル＝コートニー）
- 大正×対称アリス HEADS&TAILS（白雪）
- Shadowverse（彷徨の詩人・エルタ/幻惑の奇術師/ミストシャーマン）

2018年
- プリンセスコネクト！Re:Dive（2018年 - 2024年、覇瞳皇帝〈カイザーインサイト〉 / ユースティアナ / 千里真那）
- フューチャーカード バディファイト 誕生!オレたちの最強バディ!（黒渦ガイト）
- イケメン戦国◆時をかける恋 新たなる出逢い（森蘭丸）
- 千銃士（スプリングフィールド）
- アニドルカラーズ（ノア）
- トリプルモンスターズ（モーリス）
- Caligula Overdose -カリギュラ オーバードーズ-（響鍵介 / カギP）
- CARAVAN STORIES（オランド）
- DYNAMIC CHORD feat.apple-polisher V edition（天城成海）
- アルピエル（ディーン）
- DREAM!ing（三毛門紫音）
- イケメンライブ◆恋の歌をキミに（銀波律）
- 戦姫絶唱シンフォギアXD UNLIMITED（カリオストロ）
- プレカトゥスの天秤（ルカ・エイデシュテット）
- わくわくファンタジー〜はるかな世界の物語〜（フィラルス）
- 明治東亰恋伽 〜ハヰカラデヱト〜（滝廉太郎）

2019年
- スターリィパレット（櫻井桃真）
- 妖怪餐廳（慕瞳）
- アトリエオンライン 〜ブレセイルの錬金術士〜（ナツメ）
- 喧嘩番長 乙女 2nd Rumble!!（金春貴之）
- Shadowverse（バロン・ダブルフィール、フルメタルドラグーン・バイロン）

2020年
- Shadowverse（ベアーベルセルク）
- ドラガリアロスト（チトセ）
- ポケモンマスターズ（レッド）
- ディズニー ツイステッドワンダーランド（オルト・シュラウド）
- SHOW BY ROCK!! Fes A Live（919〈ナイク〉）

2021年
- アカシッククロニクル〜黎明の黙示録（アーカーシャ）
- ブラスターマスター ゼロ トリロジー メタファイトクロニクル（ライプニッツ）
- 英雄伝説 黎の軌跡（メルキオル）
- 千銃士: Rhodoknight（スプリングフィールド）
- クラッシュフィーバー（凛空の両翼種ライト&ライトEX）

2022年
- 乙女ゲームの破滅フラグしかない悪役令嬢に転生してしまった… 〜波乱を呼ぶ海賊〜（ジオルド・スティアート）
- 夢職人と忘れじの黒い妖精（ルージュ）
- ドラゴンクエスト トレジャーズ 蒼き瞳と大空の羅針盤（車掌トマソン）
- カードファイト!! ヴァンガード ディアデイズ（近導ユウユ）

2023年
- ファイアーエムブレム エンゲージ（ロサード）
- ドラゴンクエストX 天星の英雄たち オンライン（ジア・サフィル、ジア・クルヴィダ）
- 逆転オセロニア（ハルモニア）
- Shadowverse（バロン・グレートフィール）

2024年
- ファイアーエムブレム ヒーローズ（ロサード、ルーン）
- 東京放課後サモナーズ（コクリュウギケン）

2025年
- ROAD59 -新時代任侠区- 摩天楼モノクロ抗争（ベネディクト・ロレンツォ・ヴァザーリ）

### ドラマCD
- ACTORS - Drama Edition -［EAST］(芦原倖乎[183])
- イタズラなKiss 第2章 -プロポーズ編-（入江裕樹〈成人〉[184]）
- 五ツ星プリンス〜コンプリート・コレクション〜（桐野龍臣[185]）
- おとどけカレシ Vol.5 陽向 遥
- カフェキュイドラマCDシリーズ Premier souvenirs II 〜陽＆湊〜（咲久間湊）
- 銀河アイドル☆超カレシ　04.土星のチザネ（チザネ）
  - 銀河アイドル☆超カレシ　04.続・土星のチザネ　おかわり!
- 喧嘩番長 乙女 シリーズ（金春貴之） - 4作品[一覧 16]
- PSYCHO-PASS サイコパス 追跡者 縢秀星（小児潜在犯[188]）
- Z/X -Zillions of enemy X- NC DramaCD 1「超鋼神器ローレンシウム」（雷鳥超）
- Z/X -Zillions of enemy X- NF DramaCD 9「13姉妹 雪月花」（アドミニストレータ カノープス[189]）
- 戦国添い寝シリーズ Vol.3 石田三成編（石田三成）
- 鮮度100%のキスCD 「FRESH KISS 100%」3rd Twinkle（ルカ[190]）
- 全力少年達のおうた & とりあいCD 3年生ユニット ユズル&セナ（結城ユズル[191]）
- DYNAMIC CHORD（天城成海[192][193]） - 5作品[一覧 17]
- TVアニメ「ダイヤのA-SECOND SEASON-」オリジナルドラマCD 青道高校、温泉に行く+α（東条秀明[194]）
- ツキウタ。 シリーズ（水無月涙[195][196]）
- 天歌奏流-TENKASOUL-（哥川保角[197]）
- 電波教師（柿谷）※第12巻限定版付録CD
- ドラマCD『DREAM!ing』 〜ぶらり!冬の東京観光!〜（2021年、三毛門紫音[198]）
- √HAPPY+SUGAR シリーズ（来宮蘭々） - 3作品[一覧 18]
- 未年だよ★羊でおやすみシリーズ sleep sleep sheep choice〜高校生編〜（春平[202]）
- TVアニメ「ファンタシースターオンライン2 ジ アニメーション」ドラマCD 〜清雅祭2027成功への道!〜（橘イツキ[203]）
- 並行世界と箱庭の部屋 vol.4（四条 理、四条 理長[204]）
- 「放送禁止。」（春山哲哉[205]）
- 星空ホールへおいでよ♪ 楽器たちのナイショ話ドラマCD（春一[206]）
- Magic-Kyun!SHOW-TIME!!CD『6人の王子と眠り姫』（土筆もね[207]）
- MANSHIN荘シークレットサービス（夏目ユキ[208][209]） - 4作品[一覧 19]
- MARGINAL＃4 ドラマCD シリーズ（新堂ツバサ[210]） - 3作品[一覧 20]
- 妄想彼氏（ペット）小悪魔ペットくん（KURO[211]）
- 余命彼氏 -限りある時間-（昴）
- FABULOUS NIGHT（アルジャーノン[212]）

### BLCD
- SとN（2022年） - ユキ 役

### ラジオドラマ
- TBSラジオ エブ★ラジ 夜の連続スマホ小説「放送禁止。」（春山哲哉[213]）

### 吹き替え
- ミニ豆ちゃん（2022年-2023年、ミニ豆ちゃん）-4シーズン
- フェ〜レンザイ -神さまの日常-（2023年、コウガイ[214]）
- ウィッシュ（2023年、ガーボ[215]）

### デジタルコミック
- 15歳、今日から同棲はじめます。（2017年、宮原成[216]）
- 更科昴くんの命令は絶対!!（2017年、御影雪[216]）
- ボイスコミックライブ 公演B「クセつよ男子特集」（2024年） - 蒼井の新型コロナウィルス感染により出演キャンセル[217]。

### ラジオ
※はインターネット配信。
- SHOWTA.の番組なんでしょう?（東北放送）
- SHOWTA.のBEアンビシャス（STVラジオ）
- いいざ!SHOWTA.いむ（2008年 - 2009年、CBCラジオ）
- 佐藤ひろ美のひろらじ（2013年 - 2015年、音泉※）
- ラジオ 神撃のバハムート バハラジ（2013年 - 2018年、HiBiKi Radio Station※）
- 蒼井翔太の青空サンシャイン with ジョイまっくす（2014年、HiBiKi Radio Station※）[218]
- アニメイト音楽館（2014年 - 2023年 、アニメイトTV※）[219]
- 月刊 新・男前通信〜月刊 蒼井翔太（2014年、モバイルA&G※）
- 蒼井翔太の癒されNight（2015年、モバイルA&G※）[220]
- 蒼井翔太の青空サンシャイン with ジョイまっくすポコ（2015年、HiBiKi Radio Station※）
- ダイヤのA 〜ネット甲子園〜（2015年 - 2016年、HiBiKi Radio Station※）[221]
- 『ファンタシースターオンライン2 ジ アニメーション』〜清雅学園生徒会Radio!〜（2016年、アニメイトTV※）[222]
- アッパレやってまーす!（木曜日 2016年、月曜日 2017年、MBSラジオ）
- フューチャーラジオ バディファイトSSS（2016年 - 2018年、HiBiKi Radio Station※）[223]
- 斗々丸・金春の喧嘩番長 乙女 とことんトトコンラジオ（2016年、音泉※・アニメイトタイムズ※）[224]
- TVアニメ初恋モンスター「…で、俺のラジオだけど、どうする?」（2016年、音泉※）[225]
- 蒼井翔太 Hungry night（2017年 - 2020年、TOKYO FM）[226][227]・（2018年 - 2019年、i-dio TS ONE※）[228]
- 蒼井翔太の3・2・1!（2017年、マンガPark※）
- オレたちやってマンデー（2018年 - 2019年、MBSラジオ）[229]
- 蒼井翔太の逢いたい人を呼んでみた!（2018年、マンガPark※）
- 福山蒼井（2022年 - 、音泉※）

### ラジオCD
- ラジオCD フューチャーラジオバディファイトSSS ここからはラジオCDの時間だ編

### CM
- フューチャーカード バディファイトDDD （2016年11月30日 - ）
- レディーボーデン （2016年12月1日 - 2017年1月31日）
- クレーンゲーム トレバ2D ナレーション（2017年8月1日 - ） 関東 関西 東海

### テレビドラマ
- REAL⇔FAKE（ドラマイズム 2019年9月2日 - 9月23日、MBS・9月4日 - 9月25日、TBS） - 鏑木朱音 役[21]
  - REAL⇔FAKE 2nd Stage（ドラマイズム 2021年6月16日 - 7月7日、MBS・TBS） - 鏑木朱音 役
  - REAL⇔FAKE Final Stage（ドラマイズム 2023年1月11日 - 、MBS・TBS） - 鏑木朱音 役

### 配信ドラマ
- 安全なビーナス（2020年10月25日 - 12月13日、TBS） - シェリー 役[230]

### テレビ番組
※はインターネット配信。
- モテ福（2014年5月2日 - 2016年6月24日、テレビ埼玉） - アオイちゃん、カンヌシメジの声、ライオーくんの声、ポジ男の声
- 翔太さまと執事西山のオタワムレ（2018年1月13日、フジテレビTWO）
- HEY!HEY!NEO!（2020年8月1日、2021年4月10日、フジテレビ） - ナレーション
- 声優と夜あそび（2022年4月 - 2023年3月、ABEMA※） - 水曜MC
- ミュージックフェア（2022年10月29日、フジテレビ）[231]
- 伊達公子と世界を夢見る8人の少女たち 〜Go for the GRAND SLAM〜（2022年 - 、WOWOWライブ） - ナレーション[232]
- 声優に丸なげ！（2024年4月 - 、CBCテレビ・BS11）[233]
- 高見沢俊彦の美味しい音楽 美しいメシ #60（2025年1月24日、BS朝日）[234]

### 舞台
- フルーツバスケット（2009年3月） - 花島咲 役
- パパ、I LOVE YOU!　〜It Runs in the Family〜（2009年6月3日 - 14日） - 看護婦 役
- シブヤ×アキバ（2010年8月27日 - 29日） - 隆一 役
- Moon War ……月は黄色か、白、黒か…… （2010年9月22日 - 26日） - アトラ 役
- 極上文學IV『藪の中』（2013年6月12日 - 16日、俳優座劇場） - 女 / 妻 役
- 余白な僕ら（2013年10月30日 - 11月4日、スペース・ゼロ） - 篤郎 役
- 極上文學V『Kの昇天 〜或いはKの溺死〜』（2013年11月27日 - 12月3日、スペース・ゼロ） - 僕 役
- 舞台『PERSONA3 the Weird Masquerade〜青の覚醒〜』（2014年1月8日 - 12日、シアターGロッソ） - 汐見朔也 役
  - 舞台『PERSONA3 the Weird Masquerade〜群青の迷宮〜』（2014年9月16日 - 23日、シアター1010） - 汐見朔也 役
  - 舞台『PERSONA3 the Weird Masquerade 〜蒼鉛の結晶〜』（2015年6月5日 - 13日、シアターGロッソ） - 汐見朔也 役
  - 舞台『PERSONA3 the Weird Masquerade 〜藍の制約〜』（2017年4月14日 - 23日、シアターGロッソ） - 汐見朔也[235] 役
  - 舞台『PERSONA3 the Weird Masquerade 〜碧空の彼方へ〜』（2017年4月14日 - 23日、シアターGロッソ） - 汐見朔也[235] 役
- 春風外伝（2014年3月20日 - 23日、博品館劇場） - 桃奴 役
- SUPER SOUND THEATRE「Valkyrie 〜Story from RHINE GOLD〜」（2014年11月1日 - 2日、舞浜アンフィシアター） - アスク・エムブラ 役
- 舞台『ファンタシースターオンライン2 －ON STAGE－』（2014年12月4日 - 7日、青山劇場）[236] - タクヤ 役
- 春風外伝（2015年4月9日 - 12日、博品館劇場） - 桃奴 役
- TOKYO七福神GEKIJO『PRINCE KAGUYA』（2015年11月28日 - 12月6日、博品館劇場 / 12月12日・13日、松下IMPホール） - カグヤ 、ルナ、アオイ、赤子 役（声）[237]
- 烈！バカフキ（2016年4月14日） - 日替わりゲスト
- Relic〜tale of the last ninja〜（2016年5月28日・29日、品川ステラボール） - 庄司甚内[238] 役
- TOKYO七福神GEKIJO『スマイルマーメイド』（2016年12月1日 - 5日、シアター1010 / 10日 - 12日、梅田芸術劇場 シアター･ドラマシティ） - マリナ[239]
- 朗読劇×オーケストラ「星の王子さま」
  - （2017年1月7日、調布市グリーンホール） - 王子さま[240] 役
  - （2017年7月9日、調布市グリーンホール） - 王子さま[241] 役
- 王室教師ハイネ（2017年9月7日 - 10日、Zeppブルーシアター六本木 / 16日 - 18日、森ノ宮ピロティホール） - リヒト・フォン・グランツライヒ[242] 役
  - 王室教師ハイネ-THE MUSICAL II-（2019年4月11日 - 14日、TOKYO DOME CITY HALL / 27日・28日、神戸国際会館 こくさいホール）[243]
- 恋を読む『ぼくは明日、昨日のきみとデートする』アンコール上演（2019年3月16日、オルタナティブシアター） - 南山高寿 役 （日替わりキャスト）
- 朗読劇「カナタ presents『あぶな絵、あぶり声〜楓〜』」（2019年11月2日 - 3日、ニッショーホール）
- ブロードウェイ・ミュージカル「ウエスト・サイド・ストーリー」［日本語上演版］Season1（2019年11月6日 - 2020年1月13日、IHIステージアラウンド東京） - トニー 役（Wキャスト）
- 朗読劇「カナタ presents『カナタ10周年記念公演　あぶな絵、あぶり声〜祭〜』（2020年10月22日、横浜LANDMARK HALL）
- 舞台「ROAD59 -新時代任侠特区-」（2020年12月24日 - 27日、なかのZERO　大ホール） - ヴェネディクト・ロレンツォ・ヴァザーリ 役
  - 舞台「ROAD59 -新時代任侠特区-」摩天楼ヨザクラ抗争（2021年4月15日 - 18日、KAAT神奈川芸術劇場 ホール）
- 詠唱劇「新本格魔法少女りすか」（2021年6月22日） - 朗読・供犠創貴 役[244]
- 擾乱 THE PRINCESS OF SNOW AND BLOOD〜陽いづる雪月花編〜（2021年10月28日 - 11月7日、明治座） - 月城真琴 役[73]
- ミュージカル「DOROTHY（ドロシー）〜オズの魔法使い〜」（2022年8月20日 - 20日、日本青年館ホール / 9月16日 - 19日、兵庫県立芸術文化センター 阪急中ホール）- かかし 役[245]
- 朗読劇「はじめての」（2023年1月7日 - 8日、よみうり大手町ホール）※蒼井がインフルエンザに感染したため出演中止。
- BRILLIANT HOTELS Luxurious reading theater（2024年7月6日、YAMANO HALL） - ガブリエル 役[246]
- 音楽朗読劇「陰陽師」（2024年10月9日、シアター1010） - 安倍晴明 役[247]
- 音楽朗読劇「陰陽師」2025公演（2025年2月21日、よみうり大手町ホール） - 安倍晴明 役[248]
- SHOW×MUSICAL「ドリームハイ」（2025年4月11日 - 27日、シアターH） - ソン・サムドン 役[249]
- 朗読劇「ROOM」2025（2025年7月2日、シアターサンモール）[250]
- 絵本朗読LIVE「ビロードのうさぎ〜ペールトーン〜」（2025年7月12日・13日、CBGKシブゲキ!!）[251][252]
- 朗読劇 サラ・ベルナールの「サロメ」（2025年8月1日、城西国際大学紀尾井町キャンパス1号館内 地下ホール） - サラ・ベルナール 役[253][254]
- LOG project 朗読劇「源 -minamoto- 白赤の旗幟」（2025年11月8日・9日〈予定〉、TOKYO FM HALL） - 巴御前 役[255][256]

### 映像商品
2014年
- 舞台『余白な僕ら』（篤郎 役）
- ときめきレシピ 執事レストランへようこそ〜小野賢章＆蒼井翔太〜』
- 舞台『PERSONA3 the Weird Masquerade 〜青の覚醒〜』（汐見朔也 役）
（PERSONA3シリーズ：青の覚醒、群青の迷宮、蒼鉛の結晶、藍の誓約、碧空の彼方へ）
- 『うたの☆プリンスさまっ♪ マジLOVELIVE 3rd STAGE』
（うたの☆プリンスさまっ♪ マジLOVELIVE：3rd-6th）
- 極上文學 第4弾『藪の中』（女 役）
- 極上文學 第5弾『Kの昇天〜或はKの溺死〜』（僕 役）
- 『「ツキウタ。」春のファン祭り2014』

2015年
- 舞台『PERSONA3 the Weird Masquerade 〜群青の迷宮〜』（汐見朔也 役）
- 『モテ福2』（パティシエ・アオイちゃん 役）
（モテ福：2-6、番外編）
- SUPER SOUND THEATRE『Valkyrie 〜Story from RHINE GOLD〜』（アスク・エムブラ 役）
- 舞台『ファンタシースターオンライン2 -ON STAGE-』（タクヤ 役）
- 『SHUNPU Gaiden〜春風外伝〜』（桃奴 役）
- 『モテ福3』（パティシエ・アオイちゃん 役）
- 『うたの☆プリンスさまっ♪ マジLOVELIVE 4th STAGE』
- 舞台『PERSONA3 the Weird Masquerade 〜蒼鉛の結晶〜』（汐見朔也 役）
- 声優DVD企画『人狼バトル 〜人狼VS探偵〜』

2016年
- 『PRINCE KAGUYA』（カグヤ(ルナ)/アオイ 役）
- 『Animelo Summer Live 2015 -THE GATE- 8.29』
- 『モテ福4』（パティシエ・アオイちゃん 役）
- 『モテ福 番外編 もうアオイちゃんに会いたくないなんて言わないよ絶対』（パティシエ・アオイちゃん 役）
- 『Rejet Fes.2016-ONLY ONE-』
- 『うたの☆プリンスさまっ♪ マジLOVELIVE 5th STAGE』
- 『キュートランスフォーマー アニメ放送1周年記念スペシャルイベント＠舞浜アンフィシアター DVD』
- シアトリカル・ライブ『Relic 〜tale of the last ninja〜』（庄司甚内 役）
- 『メイトと翔太のくまもと旅「アニメイト音楽館 出張版熊本スペシャル」収録DVD』

2017年
- 『Animelo Summer Live 2016 刻-TOKI- 8.28』
- 声優DVD企画『人狼バトル〜人狼VS英雄〜』
- 『モテ福6』（パティシエ・アオイちゃん 役）
- It’s SHOWTA-im! vol.2『スマイルマーメイド〜THE SMILE MERMAID〜』（マリナ 役）
- 舞台『PERSONA3 the Weird Masquerade〜藍の誓約〜』（汐見朔也 役）
- 『声優だって旅します the 2nd VOL.2 浪川大輔・蒼井翔太/宮城編』
- 最終章 舞台『PERSONA3 the Weird Masquerade〜碧空の彼方へ〜』（汐見朔也 役）
- 『上坂すみれのヤバい○○』
- 『Magic-kyun! First Live 星ノ森サマーフェスタ2017』
- 『DYNAMIC CHORD NO LIMIT VOCAL LIVE 2017』
- 『うたの☆プリンスさまっ♪ QUARTET NIGHT LIVEエボリューション 2017』
- 『うたの☆プリンスさまっ♪ マジLOVELIVE 6th STAGE』

2018年
- 声優イベントDVD企画『人狼バトル lies and the truth 〜人狼VS王子〜』
- 『王室教師ハイネ -THE MUSICAL-』（リヒト・フォン・グランツライヒ 役）
- ツキウタ。 THE ANIMATION スペシャルイベント『月歌夏祭り』
- 『声優だって旅します the 2nd スペシャルイベント 〜旅の思い出は○○だったね! We love “KOETABI”!〜』
- 『江口拓也の俺たちだっても〜っと癒されたい!1 特装版』
- 『Animelo Summer Live 2017 -THE CARD- 8.26』
- 『AD-LIVE 2017 第6巻』
- 『メイトと翔太のふたり旅「アニメイト音楽館」出張版タイスペシャル』
- 『NANA MIZUKI LIVE GATE 2018』
- 『ファンタシースターシリーズ30周年記念「ライブシンパシー2018」メモリアルBlu-ray』
- 『Rejet Fes.2018-FOCUS-』
- 『シンフォギアライブ2018』
- 『小野賢章がゆく 旅友 第八弾〜ゲスト：蒼井翔太＆山下大輝 篇〜』［10月5日］
- 『KING OF PRISM Rose Party 2018』（如月ルヰ 役）
- 『MARGINAL#4 KISSから創造(つく)るBig Bang』Presents ピタゴラスプロダクションLIVE “Big Bang Fes”

2019年
- 『KING SUPER LIVE 2018』
- 『バンドやろうぜ！』COMPLETE DUEL GIGS BOX（鳳 葵陽 役）
- 『千銃士 OVA』（スプリングフィールド 役）
- 『AD-LIVE 2018 第3巻（蒼井翔太×岩田光央×鈴村健一）』
- 『ポプテピピック スペシャルイベント 〜POP CAST EPIC!!〜』
- 『うたの☆プリンスさまっ♪ QUARTET NIGHT LIVE FUTURE 2018』
- 『AD-LIVE 10th Anniversary stage〜とてもスケジュールがあいました〜 11月17日公演』
- 映画 『ドキュメンターテイメント AD-LIVE』
- 『王室教師ハイネ ‐THE MUSICAL II‐』
- 『Animelo Summer Live 2018 “OK!” 08.26』
- イベント 『明治東亰恋伽 ハイカラ浪漫劇場 〜Honeymoon〜』

2020年
- イベント 『KING OF PRISM -Prism Orchestra Concert-』
- 『KING OF PRISM SUPER LIVE Shiny Seven Stars!』
- イベント 『REAL⇔FAKE SPECIAL EVENT Cheers, Big ears！2.12-2.13』
- 音楽朗読劇 『READING HIGH 第4回公演 El Galleon〜エルガレオン〜』

2021年
- 舞台『ROAD59 -新時代任侠特区-』
- 『AD-LIVE 2020 第7巻 蒼井翔太×浪川大輔 』
- 音楽朗読劇 『READING HIGH 第6回公演 ALCHEMIST RENATUS〜HOMUNCULUS〜』
- 『うたの☆プリンスさまっ♪ うた☆プリWEBラジオ合同オンラインイベント』
- 『うたの☆プリンスさまっ♪マジLOVEキングダム Special Program QUARTET NIGHT Music Night』
- 舞台『ROAD59 -新時代任侠特区- 摩天楼ヨザクラ抗争』

2022年
- 『AD-LIVE 2021 第6巻 蒼井翔太×安元洋貴』

### その他コンテンツ
- きせかえ音楽プレイヤー 蒼井翔太きせかえパック（2018年）
- ショートアニメDVD「こぎみゅん」音声特典「蒼井翔太のオーディオ・コメンタリー」（2019年）[257]
- Arcanamusica（2023年 - 2024年、伊調弦八[258][259]）

## ディスコグラフィ

### シングル
|            | 発売日         | タイトル                      | 規格品番                      | 規格品番  | オリコン 最高位 |         |         |
| 初回限定盤 | 発売日         | タイトル                      | 通常盤                        |           | オリコン 最高位 |         |         |
| SHOWTA.    | SHOWTA.        | SHOWTA.                       | SHOWTA.                       | SHOWTA.   | SHOWTA.         | SHOWTA. | SHOWTA. |
| ---------- | -------------- | ----------------------------- | ----------------------------- | --------- | --------------- | ------- | ------- |
| 1st        | 2006年7月26日  | 願い星                        |                               | KICM-1169 | 119位           |         |         |
| 2nd        | 2006年11月22日 | Trans-winter 〜冬の向こう側〜 | KICM-1182                     | 32位      |                 |         |         |
| 3rd        | 2007年4月4日   | ひとしずく                    | KICM-1198                     | 31位      |                 |         |         |
| 4th        | 2007年7月25日  | 君に、風が吹きますように      | KICM-1209                     | 95位      |                 |         |         |
| 5th        | 2008年1月23日  | 春なのに                      | KICM-1226                     | 90位      |                 |         |         |
| 6th        | 2008年4月23日  | 光のゲンちゃん                | KICM-1235                     | 140位     |                 |         |         |
| 蒼井翔太   |                |                               |                               |           |                 |         |         |
| 1st        | 2014年1月15日  | Virginal                      | QECB-90056                    | QECB-56   | 8位             |         |         |
| 2nd        | 2014年8月6日   | TRUE HEARTS                   | QECB-90065 (A) QECB-90066 (B) | QECB-65   | 13位            |         |         |
| 3rd        | 2014年12月3日  | 秘密のクチヅケ                | QECB-90067                    | QECB-67   | 11位            |         |         |
| 4th        | 2015年9月2日   | MURASAKI                      | QECB-90075 (A) QECB-90076 (B) | QECB-75   | 6位             |         |         |
| 5th        | 2016年2月3日   | 絶世スターゲイト              | QECB-90078                    | QECB-78   | 7位             |         |         |
| 6th        | 2016年7月27日  | イノセント                    | KICM-91704                    | KICM-1704 | 19位            |         |         |
| 7th        | 2016年10月19日 | DDD                           | KICM-91720                    | KICM-1720 | 11位            |         |         |
| 8th        | 2017年1月25日  | flower                        | KICM-91748                    | KICM-1748 | 11位            |         |         |
| 9th        | 2018年5月9日   | Eclipse                       | KICM-91843                    | KICM-1843 | 7位             |         |         |
| 10th       | 2019年4月10日  | Tone                          | KICM-91929                    | KICM-1929 | 10位            |         |         |
| 11th       | 2019年10月2日  | Harmony                       | KICM-91981                    | KICM-1981 | 6位             |         |         |
| 12th       | 2020年4月29日  | BAD END                       | KICM-92047                    | KICM-2047 | 8位             |         |         |
| 13th       | 2021年7月14日  | give me♡me                    | KICM-92091                    | KICM-2091 | 16位            |         |         |
| デジタル   | 2022年10月9日  | PSYCHO:LOGY                   |                               |           |                 |         |         |
| デジタル   | 2023年1月18日  | Key to My Heart               |                               |           |                 |         |         |
| デジタル   | 2024年3月29日  | EVOLVE                        |                               |           |                 |         |         |
| デジタル   | 2024年11月13日 | Da La La                      |                               |           |                 |         |         |

| 発売日        | タイトル          | アーティスト    | 規格品番       | 規格品番  | タイアップ                                                                    | オリコン 最高位 |
| 発売日        | タイトル          | アーティスト    | アーティスト盤 | アニメ盤  | タイアップ                                                                    | オリコン 最高位 |
| ------------- | ----------------- | --------------- | -------------- | --------- | ----------------------------------------------------------------------------- | --------------- |
| 2023年12月6日 | 晴れのちハレルヤ! | angela×蒼井翔太 | KIZM-785/6     | KICM-2146 | アニメ映画『乙女ゲームの破滅フラグしかない悪役令嬢に転生してしまった…』主題歌 |                 |

### アルバム
|            | 発売日         | タイトル  | 規格品番                                | 規格品番  | オリコン 最高位 |         |         |
| 初回限定盤 | 発売日         | タイトル  | 通常盤                                  |           | オリコン 最高位 |         |         |
| SHOWTA.    | SHOWTA.        | SHOWTA.   | SHOWTA.                                 | SHOWTA.   | SHOWTA.         | SHOWTA. | SHOWTA. |
| ---------- | -------------- | --------- | --------------------------------------- | --------- | --------------- | ------- | ------- |
| 1st        | 2008年3月5日   | EVE       | KICS-91332                              | KICS-1332 | 115位           |         |         |
| 蒼井翔太   |                |           |                                         |           |                 |         |         |
| 1st        | 2015年4月22日  | UNLIMITED | QECB-91067 (A) QECB-91068 (B)           | QECB-1067 | 7位             |         |         |
| 2nd        | 2017年10月11日 | Ø         | KIZC-417/8 (CD+BD) KIZC-419/20 (CD+DVD) | KICS-3533 | 7位             |         |         |
| 3rd        | 2023年11月8日  | DETONATOR | KICS-94124                              | KICS-4124 | 12位            |         |         |

|            | 発売日        | タイトル     | 規格品番   | 規格品番  | オリコン 最高位 |
| 初回限定盤 | 発売日        | タイトル     | 通常盤     |           | オリコン 最高位 |
| ---------- | ------------- | ------------ | ---------- | --------- | --------------- |
| 1st        | 2013年6月26日 | ブルーバード | QECB-91058 | QECB-1058 | 20位            |
| 2nd        | 2024年12月4日 | Collage      | KICS-94180 | KICS-4180 |                 |

|          | 発売日        | タイトル     | 規格品番   | 規格品番   | 規格品番  | オリコン 最高位 |         |         |
| CD+BD    | 発売日        | タイトル     | CD+DVD     | CD         |           | オリコン 最高位 |         |         |
| SHOWTA.  | SHOWTA.       | SHOWTA.      | SHOWTA.    | SHOWTA.    | SHOWTA.   | SHOWTA.         | SHOWTA. | SHOWTA. |
| -------- | ------------- | ------------ | ---------- | ---------- | --------- | --------------- | ------- | ------- |
| 1st      | 2016年7月6日  | SHOWTA. BEST |            | KICS-93392 | KICS-3392 | 21位            |         |         |
| 蒼井翔太 |               |              |            |            |           |                 |         |         |
| 1st      | 2016年5月18日 | S            | QECB-91078 | QECB-91079 | QECB-1078 | 4位             |         |         |

### 映像作品
|          | 発売日         | タイトル                                                                                | 規格品番           | 規格品番   |
| BD       | 発売日         | タイトル                                                                                | DVD                |            |
| -------- | -------------- | --------------------------------------------------------------------------------------- | ------------------ | ---------- |
| 1st      | 2016年10月19日 | 蒼井翔太 LIVE 2016 WONDER lab. 〜僕たちのsign〜                                         | KIXM-253/4         | KIBM-592/3 |
| 2nd      | 2017年8月9日   | 蒼井翔太 LIVE 2017 WONDER lab. 〜prism〜                                                | KIXM-290/1         | KIBM-670/1 |
| 3rd      | 2018年6月27日  | 蒼井翔太 LIVE 2017 WONDER lab. Ø                                                        | KIXM-327/8         | KIBM-732/3 |
| 4th      | 2019年8月21日  | 蒼井翔太 LIVE 2019 WONDER lab. I                                                        | KIXM-388/9         | KIBM-803/4 |
| デジタル | 2021年8月11日  | ライブ映像『蒼井翔太 ONLINE LIVE at 日本武道館 うたいびと / documentary of うたいびと』 |                    |            |
| 5th      | 2022年6月29日  | 蒼井翔太 LIVE 2021-2022 WONDER lab. coRe                                                | KIXM-KIXM-499〜500 |            |
| 6th      | 2023年6月28日  | 蒼井翔太 LIVE 2023 WONDER lab. Garden                                                   | KIXM-545           |            |
| 7th      | 2024年6月26日  | 蒼井翔太 LIVE 2024 WONDER lab. DETONATOR                                                | KIXM-586           |            |

### タイアップ曲
| 楽曲                         | タイアップ | 時期    |
| SHOWTA.                      | SHOWTA. | SHOWTA. |
| ---------------------------- | --- | ------- |
| Trans-winter〜冬の向こう側〜 | テレビ朝日系ドラマ『だめんず・うぉ〜か〜』挿入歌                                                                 | 2006年  |
| 君に、風が吹きますように     | TBS系『アイチテル!』2007年8・9月度エンディングテーマ                                                             | 2007年  |
| 春なのに                     | BS11『伊集院光のばんぐみ』第9回 - 第12回エンディングテーマ                                                       | 2008年  |
| 光のゲンちゃん               | NHK『みんなのうた』2008年4月・5月度放送曲                                                                        | 2008年  |
| えくぼ                       | 映画『カンナさん大成功です!』挿入曲                                                                              | 2009年  |
| 蒼井翔太                     | |         |
| 愛のささめきごと             | ドラマCD『三国志LOVERS』テーマソング                                                                             | 2011年  |
| 月下の華                     | ドラマCD『イケメン大奥』テーマソング                                                                             | 2012年  |
| ブルーバード                 | テレビ朝日系『Break Out』2013年6月度エンディングテーマ                                                           | 2013年  |
| Virginal                     | テレビ朝日系『Break Out』2014年1月度エンディングテーマ                                                           | 2014年  |
| 秘密のクチヅケ               | テレビ朝日系『Break Out』2014年12月度オープニングテーマ                                                          | 2014年  |
| glitter wish                 | OVA『この男子、石化に悩んでます。』主題歌                                                                        | 2014年  |
| UNLIMITED                    | テレビ朝日系『Break Out』2015年4月度オープニングテーマ                                                           | 2015年  |
| 天使の祈り                   | 舞台『マルガリータ〜戦国の天使たち〜』テーマソング                                                               | 2015年  |
| MURASAKI                     | 舞台『PRINCE KAGUYA』主題歌                                                                                      | 2015年  |
| MURASAKI                     | テレビ朝日系『Break Out』2015年9月度オープニングテーマ                                                           | 2015年  |
| 絶世スターゲイト             | テレビアニメ『ファンタシースターオンライン2 ジ アニメーション』オープニングテーマ                                | 2016年  |
| 汝の言霊                     | テレビアニメ『この男子、魔法がお仕事です。』主題歌                                                               | 2016年  |
| イノセント                   | テレビアニメ『初恋モンスター』オープニングテーマ                                                                 | 2016年  |
| DDD                          | テレビアニメ『フューチャーカード バディファイトDDD』オープニングテーマ                                           | 2016年  |
| Endless song                 | 舞台『スマイルマーメイド』テーマソング                                                                           | 2016年  |
| flower                       | TBS系『王様のブランチ』2017年1月度エンディングテーマ                                                             | 2017年  |
| Eclipse                      | テレビアニメ『デビルズライン』オープニングテーマ                                                                 | 2018年  |
| Tone                         | テレビアニメ『この音とまれ!』第1クールオープニングテーマ                                                         | 2019年  |
| Harmony                      | テレビアニメ『この音とまれ!』第2クールオープニングテーマ                                                         | 2019年  |
| Fake of Fake                 | テレビドラマ ドラマイズム『REAL⇔FAKE』エンディングテーマ                                                         | 2019年  |
| BAD END                      | テレビアニメ『乙女ゲームの破滅フラグしかない悪役令嬢に転生してしまった…』エンディングテーマ                      | 2020年  |
| give me ♡ me                 | テレビアニメ『乙女ゲームの破滅フラグしかない悪役令嬢に転生してしまった…X』エンディングテーマ                     | 2021年  |
| 硝子のくつ                   | テレビドラマ ドラマイズム『REAL⇔FAKE 2nd Stage』エンディングテーマ                                               | 2021年  |
| Baby Steady Go!!             | ゲーム『乙女ゲームの破滅フラグしかない悪役令嬢に転生してしまった… 〜波乱を呼ぶ海賊〜』オープニングテーマ         | 2021年  |
| PSYCHO:LOGY                  | テレビアニメ『ポプテピピック』第2シリーズオープニングテーマ                                                      | 2022年  |
| Key to My Heart              | テレビドラマ ドラマイズム『REAL⇔FAKE Final Stage』エンディングテーマ                                             | 2023年  |
| 8th HEAVEN                   | テレビドラマ ドラマシャワー『ワンルームエンジェル』オープニングテーマ                                            | 2023年  |
| EVOLVE                       | テレビアニメ『出来損ないと呼ばれた元英雄は、実家から追放されたので好き勝手に生きることにした』オープニングテーマ | 2024年  |

### 歌手参加作品
| 発売日        | 商品名                       | 歌 | 楽曲                                  | 備考                                                            |
| ------------- | ---------------------------- | --- | ------------------------------------- | --------------------------------------------------------------- |
| 2012年4月25日 | 君と僕。 BD・DVD第5巻特典CD  | 蒼井翔太 | 「SORA」 「Graffiti」 「Tomorrow」    | テレビアニメ『君と僕。』劇中歌                                  |
| 2012年9月26日 | 君と僕。2 BD・DVD第4巻特典CD | 蒼井翔太 | 「Candy」 「Over」 「Aqua」 「March」 | テレビアニメ『君と僕。』劇中歌                                  |
| 2014年9月26日 | 天使の祈り                   | 蒼井翔太 | 「天使の祈り」                        | 舞台『マルガリータ〜戦国の天使たち〜』のテーマソング            |
| 2016年4月26日 | PASSION RIDERS               | 相坂優歌、藍井エイル、蒼井翔太、every♥ing!、大橋彩香、黒崎真音、GRANRODEO、 SCREEN mode、鈴木このみ、早見沙織、三森すずこ、LiSA | 「PASSION RIDERS」                    | ライブイベント『Animelo Summer Live 2016 刻-TOKI-』テーマソング |

### キャラクターソング
| 発売日   | 商品名                                                                                            | 歌 | 楽曲 | 備考                                                                                   |
| 2011年   | 2011年                                                                                            | 2011年 | 2011年 | 2011年                                                                                 |
| -------- | ------------------------------------------------------------------------------------------------- | --- | --- | -------------------------------------------------------------------------------------- |
| 11月9日  | うたの☆プリンスさまっ♪ Debut ユニットドラマCD                                                     | 美風藍（蒼井翔太）、四ノ宮那月（谷山紀章）、来栖翔（下野紘） | 「Triangle Beat」 | ゲーム『うたの☆プリンスさまっ♪Debut』挿入歌                                            |
| 2012年   |                                                                                                   | | |                                                                                        |
| 7月25日  | Shining All Star CD                                                                               | 寿嶺二（森久保祥太郎）、黒崎蘭丸（鈴木達央）、美風藍（蒼井翔太）、カミュ（前野智昭） | 「QUARTET★NIGHT」 | ゲーム『うたの☆プリンスさまっ♪ All Star』主題歌                                        |
| 8月22日  | うたの☆プリンスさまっ♪ All Star アイドルソング 嶺二&藍                                            | 美風藍（蒼井翔太） | 「WinterBlossom」 | ゲーム『うたの☆プリンスさまっ♪ All Star』挿入歌                                        |
| 9月26日  | うたの☆プリンスさまっ♪ デュエットCD 嶺二&蘭丸/藍&カミュ                                           | 美風藍（蒼井翔太）、カミュ（前野智昭） | 「月明かりのDEAREST」 | ゲーム『うたの☆プリンスさまっ♪ All Star』挿入歌                                        |
| 12月12日 | うたの☆プリンスさまっ♪ シャッフルユニットCD 藍&真斗&翔                                            | 美風藍（蒼井翔太）、聖川真斗（鈴村健一）、来栖翔（下野紘） | 「Beautiful Love」 | 『うたの☆プリンスさまっ♪』関連曲                                                       |
| 2013年   |                                                                                                   | | |                                                                                        |
| 6月7日   | Rainy moment                                                                                      | 水無月涙（蒼井翔太） | 「Rainy moment」 「紫陽花」 | 『ツキウタ。』関連曲                                                                   |
| 6月26日  | うたの☆プリンスさまっ♪ マジLOVE2000％ BD & DVD 1 封入特典CD                                       | QUARTET NIGHT | 「ポワゾンKISS」 | テレビアニメ『うたの☆プリンスさまっ♪ マジLOVE2000％』挿入歌                            |
| 12月25日 | うたの☆プリンスさまっ♪ マジLOVE2000％ BD & DVD 7 封入特典CD                                       | シャイニング・スターズ（ST☆RISH、QUARTET NIGHT） | 「Shining Star Xmas」 | テレビアニメ『うたの☆プリンスさまっ♪ マジLOVE2000％』挿入歌                            |
| 12月25日 | うたの☆プリンスさまっ♪ 劇団シャイニングマスカレイドミラージュ                                     | 寿嶺二（森久保祥太郎）、美風藍（蒼井翔太）、四ノ宮那月（谷山紀章） | 「マスカレイドミラージュ」 | 『うたの☆プリンスさまっ♪』関連曲                                                       |
| 2014年   |                                                                                                   | | |                                                                                        |
| 3月26日  | Open your mind                                                                                    | ワンダラーミンストレル・エルタ（蒼井翔太） | 「Open your mind」 「天使のレクイエム -海の女神に歌を捧げる儀式の為の唄-」                                                                               | ゲーム『神撃のバハムート』関連曲                                                       |
| 6月18日  | 銀河アイドル超カレシ 04.土星のチザネ                                                              | チザネ（蒼井翔太） | 「ムーンレット・キャンディ」 | 『銀河アイドル超カレシ』関連曲                                                         |
| 6月25日  | うたの☆プリンスさまっ♪ アイドルソング                                                             | 美風藍（蒼井翔太） | 「A.I」 「二人のモノグラム」 | ゲーム『うたの☆プリンスさまっ♪All Star After Secret』挿入歌                            |
| 6月27日  | Childish flower                                                                                   | 水無月涙（蒼井翔太）、神無月郁（小野賢章） | 「Childish flower」 | 『ツキウタ。』関連曲                                                                   |
| 8月13日  | ハロー世界                                                                                        | 少年ハリウッド | 「ハロー世界」 「永遠never ever」 | テレビアニメ『少年ハリウッド -HOLLY STAGE FOR 49-』オープニングテーマ                  |
| 8月27日  | うたの☆プリンスさまっ♪カルテットアイドルソング                                                    | 寿嶺二（森久保祥太郎）、黒崎蘭丸（鈴木達央）、美風藍（蒼井翔太）、カミュ（前野智昭） | 「マリアージュ」 「You're my life」 | ゲーム『うたの☆プリンスさまっ♪All Star After Secret』オープニング曲                    |
| 9月7日   | Z/X -Zillions of enemy X- NC DramaCD (1) 「超鋼神器ローレンシウム」                               | アドミニストレータ カノープス（蒼井翔太） | 「僕らの世界」 | 『Z/X -Zillions of enemy X』関連曲                                                     |
| 9月26日  | 「ツキウタ。」春のファン祭り2014 特典CD                                                           | 水無月涙（蒼井翔太） | 「Goodbye seasons」 | 『ツキウタ。』関連曲                                                                   |
| 10月8日  | 少年ハリウッド-HOLLY STAGE FOR 49- キャラクターソングCD【富井大樹】                               | 富井大樹（蒼井翔太） | 「僕たちのRevolution」 「籠の中の I love you」 | テレビアニメ『少年ハリウッド -HOLLY STAGE FOR 49-』関連曲                              |
| 10月8日  | 少年ハリウッド -HOLLY STAGE FOR 49- BD・DVD第1巻特典CD                                            | 少年ハリウッド | 「ハリウッドルール1・2・5」 | テレビアニメ『少年ハリウッド -HOLLY STAGE FOR 49-』エンディングテーマ                  |
| 10月24日 | Sing Together Forever                                                                             | 神無月郁（小野賢章）、水無月涙（蒼井翔太） | 「Sing Together Forever」 | 『ツキウタ。』関連曲                                                                   |
| 11月5日  | 少年ハリウッド -HOLLY STAGE FOR 49- BD・DVD第2巻特典CD                                            | 富井大樹（蒼井翔太） | 「運気上昇イエローパンチ」 | テレビアニメ『少年ハリウッド -HOLLY STAGE FOR 49-』エンディングテーマ                  |
| 12月5日  | 銀河アイドル超カレシ 04.土星のチザネ 続・土星のチザネおかわり!                                    | チザネ（蒼井翔太） | 「Starlight Cat」 「Virtual Image」 | 『銀河アイドル超カレシ』関連曲                                                         |
| 12月10日 | 少年ハリウッド -HOLLY STAGE FOR 49- BD・DVD第3巻特典CD                                            | 少年ハリウッド | 「エアボーイズ」 | テレビアニメ『少年ハリウッド』挿入歌                                                   |
| 12月24日 | 蘭々が「Loop Slider Cider」歌ってみた                                                             | 来宮蘭々（蒼井翔太） | 「Loop Slider Cider」 | 『√HAPPY+SUGAR=DARLIN』関連曲                                                          |
| 2015年   |                                                                                                   | | |                                                                                        |
| 1月7日   | 少年ハリウッド -HOLLY STAGE FOR 49- BD・DVD第4巻特典CD                                            | 少年ハリウッド | 「ハロー世界 Popcorn ver.」 | テレビアニメ『少年ハリウッド -HOLLY STAGE FOR 49-』エンディングテーマ                  |
| 1月28日  | FINAL VICTORY                                                                                     | 青道高校野球部 | 「FINAL VICTORY」 | テレビアニメ『ダイヤのA』エンディングテーマ                                            |
| 2月4日   | HOLLY TRIP                                                                                        | 少年ハリウッド | 「HOLLY TRIP」 「ロンリーPASSION」 | テレビアニメ『少年ハリウッド -HOLLY STAGE FOR 50-』オープニングテーマ                  |
| 3月11日  | 少年ハリウッド -HOLLY STAGE FOR 49- BD・DVD第6巻特典CD                                            | 佐伯希星（山下大輝）、富井大樹（蒼井翔太）、舞山春（小野賢章） | 「赤い箱のクラッカー〜Let's Party〜」 | テレビアニメ『少年ハリウッド -HOLLY STAGE FOR 49-』挿入歌                              |
| 3月18日  | EXIT TUNES PRESENTS ACTORS3                                                                       | 芦原倖乎（蒼井翔太）、湯山靖隼（増田俊樹） | 「脳漿炸裂ガール」 | 『ACTORS』関連曲                                                                       |
| 3月18日  | EXIT TUNES PRESENTS ACTORS3                                                                       | 芦原倖乎（蒼井翔太） | 「Black Board」 | 『ACTORS』関連曲                                                                       |
| 3月18日  | EXIT TUNES PRESENTS ACTORS3 通常版                                                                | 芦原倖乎（蒼井翔太）、湯山靖隼（増田俊樹）、麻布汐（豊永利行）、鳴子郁（佐藤拓也）、志戸穂（高橋直純） | 「千本桜」 | 『ACTORS』関連曲                                                                       |
| 3月25日  | Phantasista/Dreamcasting                                                                          | TAKUYA（蒼井翔太）、YUMI（新田恵海） | 「Phantasista」 | 舞台『ファンタシースターオンライン2 -ON STAGE-』主題歌                                 |
| 3月27日  | ONE CHANCE?                                                                                       | 神無月郁（小野賢章）、文月海（羽多野渉）、葉月陽（柿原徹也）、長月夜（近藤隆）、霜月隼（木村良平）、水無月涙（蒼井翔太） | 「ONE CHANCE?」 | 『ツキウタ。』関連曲                                                                   |
| 3月30日  | 電撃Girl's ACTORS 〜男性声優がボカロ曲を歌ってみた〜付録                                          | 芦原倖乎（蒼井翔太） | 「White Prism」 | 『ACTORS』関連曲                                                                       |
| 4月29日  | うたの☆プリンスさまっ♪ マジLOVEレボリューションズ アイドルソング 美風 藍                          | 美風藍（蒼井翔太） | 「Innocent Wind」 「ムネノコドウ」 | テレビアニメ『うたの☆プリンスさまっ♪ マジLOVEレボリューションズ』挿入歌                |
| 4月29日  | 全力少年達のおうたCD 3年生ユニット ユズル&セナ                                                    | 結城ユズル（蒼井翔太）、館花セナ（増田俊樹） | 「初体験♥」 「妄想ADVANCE!!」 | 『全力少年達のおうた』関連曲                                                           |
| 5月13日  | UNICORN Jr.「PANDORA BOX」                                                                        | UNICORN Jr. | 「PANDORA BOX」 「ワガハイはネコである!!!」 「MIS(S)LEAD」 「Q」                                                                                         | 『MARGINAL#4』関連曲                                                                   |
| 5月27日  | DYNAMIC CHORD vocalCDシリーズvol.4 apple-polisher                                                 | NaL（蒼井翔太） | 「Against the Rules」 | 『DYNAMIC CHORD』関連曲                                                                |
| 6月24日  | エボリューション・イヴ                                                                            | QUARTET NIGHT | 「エボリューション・イヴ」 「The dice are cast」 | テレビアニメ『うたの☆プリンスさまっ♪ マジLOVEレボリューションズ』挿入歌                |
| 6月26日  | Duty                                                                                              | 水無月涙（蒼井翔太） | 「Duty」 「Oh...Yes!!」 | 『ツキウタ。』関連曲                                                                   |
| 7月1日   | うたの☆プリンスさまっ♪ マジLOVEレボリューションズ BD・DVD第1巻封入CD                              | シャイニング・スターズ（ST☆RISH、QUARTET NIGHT） | 「GOLDEN☆STAR」 | テレビアニメ『うたの☆プリンスさまっ♪ マジLOVEレボリューションズ』挿入歌                |
| 8月12日  | BLUE WINDING ROAD                                                                                 | 青道高校野球部 | 「BLUE WINDING ROAD」 | テレビアニメ『ダイヤのA -SECOND SEASON-』エンディングテーマ                            |
| 8月12日  | BLUE WINDING ROAD                                                                                 | 金丸信二（松岡禎丞）、東条秀明（蒼井翔太） | 「BLUE WINDING ROAD」 | テレビアニメ『ダイヤのA -SECOND SEASON-』関連曲                                        |
| 8月12日  | 「RIVAL」&「BLUE WINDING ROAD」アニメイト同時購入特典CD                                           | 東条秀明（蒼井翔太） | 「BLUE WINDING ROAD」 | テレビアニメ『ダイヤのA -SECOND SEASON-』関連曲                                        |
| 9月9日   | UNICORN Jr.「アフターバーナー」                                                                   | UNICORN Jr. | 「アフターバーナー」 「Mr.8」 「Uncrowned」 「ストレンジャー」                                                                                           | 『MARGINAL#4』関連曲                                                                   |
| 9月16日  | 喧嘩番長 乙女 キャラクターソングCD                                                                | 金春貴之（蒼井翔太） | 「Fight Like Dancing!」 | 『喧嘩番長乙女』関連曲                                                                 |
| 9月16日  | 少年ハリウッド BEST ALBUM                                                                         | 少年ハリウッド | 「Noel Story」 | テレビアニメ『少年ハリウッド』関連曲                                                   |
| 9月30日  | Shining All Star CD2                                                                              | 寿嶺二（森久保祥太郎）、黒崎蘭丸（鈴木達央）、美風藍（蒼井翔太）、カミュ（前野智昭） | 「Starlight Memory」 | 『うたの☆プリンスさまっ♪』関連曲                                                       |
| 10月28日 | WIN GLORY                                                                                         | 東条秀明（蒼井翔太） | 「WIN GLORY」 | テレビアニメ『ダイヤのA』関連曲                                                        |
| 10月30日 | 星空ホールへおいでよ♪ 春一編〜たまらなく君が好き!〜                                               | 春一（蒼井翔太） | 「星空メロディ」 「たまらなく君が好き！」 | 『星空ホールへおいでよ』                                                               |
| 11月18日 | シアターシャイニング BLOODY SHADOWS                                                               | 聖川真斗（鈴村健一）、神宮寺レン（諏訪部順一）、美風藍（蒼井翔太） | 「BLOODY SHADOWS」 | 『うたの☆プリンスさまっ♪』関連曲                                                       |
| 11月18日 | もういちど歌ってみたシリーズ 蘭々が「Milky Star」歌ってみた                                       | 来宮蘭々（蒼井翔太） | 「Milky Star」 | 『√HAPPY+SUGAR=IDOL』関連曲                                                            |
| 11月25日 | DYNAMIC CHORD documentaryCD feat.apple-polisher                                                   | NaL（蒼井翔太） | 「real sensation LIVE. ver」 「this song is dedicated to you. LIVE. ver」                                                                                | ゲーム『DYNAMIC CHORD』関連曲                                                          |
| 12月10日 | LOVE:QUIZ〜恋する乙女のファイナルアンサー〜                                                       | ハヅキ（蒼井翔太） | 「LOVE:QUIZ」 | ゲーム『LOVE:QUIZ』オープニングテーマ                                                  |
| 2016年   |                                                                                                   | | |                                                                                        |
| 2月12日  | Procellarumベストアルバム「白月」                                                                 | Procellarum | 「Rainy moment」 | 『ツキウタ。』関連曲                                                                   |
| 2月14日  | 最愛パティスリー/CLOSED                                                                           | 咲久間陽（斉藤壮馬）、咲久間湊（蒼井翔太） | 「最愛パティスリー」 | 『Cafe Cuillere 〜カフェ キュイエール〜』関連曲                                        |
| 2月14日  | 最愛パティスリー/CLOSED                                                                           | 咲久間湊（蒼井翔太） | 「CLOSED」 | 『Cafe Cuillere 〜カフェ キュイエール〜』関連曲                                        |
| 3月16日  | UNICORN Jr.「F.A」                                                                                | UNICORN Jr. | 「F.A」 「Unlimited Saga」 「in my youth」 「ヒトカケラ」                                                                                                | 『MARGINAL#4』関連曲                                                                   |
| 3月16日  | 五ツ星プリンス〜コンプリート・コレクション〜                                                      | 桐野龍臣（蒼井翔太） | 「極上☆C’est bon!」 | 『五つ星プリンス』関連曲                                                               |
| 3月25日  | 世紀末Strong☆Berry                                                                                | バット（山下大輝）、リン（蒼井翔太） | 「世紀末 Strong☆Berry」 | テレビアニメ『北斗の拳 イチゴ味』オープニングテーマ                                    |
| 3月30日  | real sensation/this song is dedicated to you.                                                     | NaL（蒼井翔太） | 「real sensation」 「this song is dedicated to you.」 | ゲーム『DYNAMIC CHORD』関連曲                                                          |
| 4月13日  | ビバ★ラッ★チュ                                                                                    | WONDER CORONA! | 「ビバ★ラッ★チュ」 「裸足のDestiny」 | 『MARGINAL#4』関連曲                                                                   |
| 4月27日  | White Kiss                                                                                        | 白雪（蒼井翔太） | 「White Kiss」 | ゲーム『大正×対称アリス』関連曲                                                        |
| 4月27日  | 劇場版KING OF PRISM by PrettyRhythm Song＆Soundtrack                                              | 如月ルヰ（蒼井翔太） | 「pride -Louis ver.-」 | 劇場版『KING OF PRISM by PrettyRhythm』挿入歌                                          |
| 4月27日  | UNIMATE                                                                                           | UNICORN Jr. | 「Lonely Silence Monster」 「愛が愛のままでありますように」                                                                                              | 『MARGINAL#4』関連曲                                                                   |
| 5月18日  | キミにマジきゅんっ!                                                                               | 一条寺帝歌（梅原裕一郎）、墨ノ宮葵（KENN）、帯刀凛太郎（小野友樹）、庵條瑠衣（羽多野渉）、土筆もね（蒼井翔太）、響奏音（江口拓也） | 「キミにマジきゅんっ!」 「Magical Flower」 | 『マジきゅんっ!ルネッサンス』関連曲                                                    |
| 6月15日  | 全力少年達のおうたCD 二時間目3年生ユニット ユズル&セナ                                            | 結城ユズル（蒼井翔太）、館花セナ（増田俊樹） | 「Edge Sketch One Touch♥ 」 「BBA」 | 『全力少年達のおうた』関連曲                                                           |
| 6月15日  | EXIT TUNES PRESENTS ACTORS5                                                                       | 芦原倖乎（蒼井翔太） | 「White Prism」 | 『ACTORS』関連曲                                                                       |
| 6月22日  | 鮮度100%の歌ってみたCD「もぎたて☆レスカ！」                                                       | ルカ・ブラッド（蒼井翔太） | 「もぎたて☆レスカ！」 | 『FRESH KISS 100％』関連曲                                                             |
| 6月22日  | 『UNIMATE』&『Lagjuliet 2』&『STAR CLUSTER 3』同時購入特典CD                                      | ピタゴラス★オールスター | 「奇跡の星座（Sign）」 | 『MARGINAL#4』関連曲                                                                   |
| 6月29日  | 喧嘩番長 乙女 Themesong & Soundtrack                                                              | 箕輪斗々丸（KENN）、金春貴之（蒼井翔太） | 「愛する者へ捧ぐように 」 | ゲーム『喧嘩番長乙女』オープニングテーマ                                               |
| 7月6日   | TVアニメ「ファンタシースターオンライン2 ジ アニメーション」キャラクターソングCD                   | 橘イツキ（蒼井翔太） | 「エレメントの勇気」 | テレビアニメ『ファンタシースターオンライン2 ジ アニメーション』関連曲                  |
| 7月13日  | サマジェラ                                                                                        | WONDER CORONA! | 「サマジェラ」 「HANABI」 | 『MARGINAL#4』関連曲                                                                   |
| 8月6日   | スタパレディオ公開収録限定非売品CD                                                                | stirRhythm | 「brilliant edge」 「Starry Palette」 | ゲーム『スターリィパレット』関連曲                                                     |
| 8月17日  | うたの☆プリンスさまっ♪Shining Dream CD                                                            | 聖川真斗（鈴村健一）、一ノ瀬トキヤ（宮野真守）、愛島セシル（鳥海浩輔）、美風藍（蒼井翔太）、カミュ（前野智昭） | 「NIGHT DREAM」 | 『うたの☆プリンスさまっ♪』関連曲                                                       |
| 8月26日  | ツキウタ。 THE ANIMATION 主題歌                                                                   | Procellarum | 「LOLV -Lots of Love-」 | テレビアニメ『ツキウタ。 THE ANIMATION』オープニングテーマ                             |
| 9月2日   | キュートランスフォーマー アニメ放送1周年記念スペシャルイベント＠舞浜アンフィシアター DVD          | クリフ（蒼井翔太） | 「サービスエリアのカフェで見つけて」 | テレビアニメ『キュートランスフォーマー』関連曲                                         |
| 9月21日  | ACTORS- Extra Edition 7 - [倖乎・靖隼]                                                            | 芦原倖乎（蒼井翔太） | 「シティライツ」 | 『ACTORS』関連曲                                                                       |
| 9月21日  | ACTORS- Extra Edition 7 - [倖乎・靖隼]                                                            | 芦原倖乎（蒼井翔太）、湯山靖隼（増田俊樹） | 「shake it！」 | 『ACTORS』関連曲                                                                       |
| 9月21日  | 全力少年達のおうた ベストタイム♪                                                                  | ユズル（蒼井翔太）、セナ（増田俊樹）、リヒト（山下大輝）、キィ（花江夏樹）、タイガ（斉藤壮馬）、トア（梅原裕一郎） | 「恋うたBravery」 「夢うた CRAZY★DNA」 「初体験♥」 「妄想ADVANCE!!」                                                                                     | 『全力少年達のおうた』関連曲                                                           |
| 9月28日  | 「Storm flight!」/Fairy April                                                                     | 鳳葵陽（蒼井翔太） | 「Storm flight!」 「スリルを頂戴」 | ゲーム『バンドやろうぜ!』関連曲                                                        |
| 10月26日 | マジきゅんっ!No.1☆                                                                                | ArtiSTARs | 「マジきゅんっ!No.1☆」 | テレビアニメ『マジきゅんっ!ルネッサンス』オープニングテーマ                            |
| 10月26日 | Please kiss my heart                                                                              | ArtiSTARs | 「Please kiss my heart」 | テレビアニメ『マジきゅんっ!ルネッサンス』エンディングテーマ                            |
| 10月26日 | 初恋モンスター BD/DVD 第2巻 特典DISC                                                              | レンレン（蒼井翔太） | 「キミに捧げる鎮魂歌」 | テレビアニメ『初恋モンスター』エンディングテーマ                                       |
| 10月28日 | ツキウタ。 THE ANIMATION 第2巻 BD/DVD                                                             | 水無月涙（蒼井翔太） | 「pluvia〜嘘と温もり〜」 | テレビアニメ『ツキウタ。 THE ANIMATION』エンディングテーマ                             |
| 11月2日  | 夢王国と眠れる100人の王子様 音100シリーズ 〜Vol.1 宝石の国〜                                      | ティーガ（岸尾だいすけ）、サイ（蒼井翔太）、リド（赤羽根健治） | 「君のために輝くジュエル」 | ゲーム『夢王国と眠れる100人の王子様』関連曲                                            |
| 11月16日 | もういちど歌ってみたシリーズ❤アンコール 蘭々が「夏の約束」歌ってみた 来宮蘭々 CV.蒼井翔太         | 来宮蘭々（蒼井翔太） | 「夏の約束」 | 『√HAPPY+SUGAR=VACATION』関連曲                                                        |
| 12月14日 | TVアニメ『マジきゅんっ！ルネッサンス』Solo－Kyun！Songs vol.5 土筆もね                            | 土筆もね（蒼井翔太） | 「Shiny color」 | テレビアニメ『マジきゅんっ！ルネッサンス』挿入歌                                       |
| 12月14日 | TVアニメ『マジきゅんっ！ルネッサンス』Solo－Kyun！Songs vol.5 土筆もね                            | 土筆もね（蒼井翔太） | 「ナイショのMessage」 | テレビアニメ『マジきゅんっ！ルネッサンス』関連曲                                       |
| 12月21日 | God’s S.T.A.R.                                                                                    | QUARTET NIGHT | 「God’s S.T.A.R.」 「KIZUNA」 | テレビアニメ『うたの☆プリンスさまっ♪ マジLOVEレジェンドスター』挿入歌                  |
| 2017年   |                                                                                                   | | |                                                                                        |
| 1月11日  | うたの☆プリンスさまっ♪マジLOVE レジェンドスター DVD&Blu-ray 第1巻特典CD                           | ST☆RISH、QUARTET NIGHT、HE★VENS | 「夢を歌へと…！」 | テレビアニメ『うたの☆プリンスさまっ♪ マジLOVEレジェンドスター』挿入歌                  |
| 1月11日  | TVアニメ「マジきゅんっ！ルネッサンス」Original Sound Track Music-kyun♪Memories                    | ArtiSTARs | 「Dear my special」 「Art Session!!!!!!!」 | テレビアニメ『マジきゅんっ！ルネッサンス』関連曲                                       |
| 1月25日  | 初恋モンスター BD/DVD 第5巻 特典DISC                                                              | レンレン（蒼井翔太） | 「カニのうた」 | テレビアニメ『初恋モンスター』挿入歌                                                   |
| 1月25日  | 初恋モンスター BD/DVD 第5巻 特典DISC                                                              | レンレン（蒼井翔太） | 「レンレン音頭」 | テレビアニメ『初恋モンスター』挿入歌                                                   |
| 2月22日  | DYNAMIC CHORD shuffleCD series 2nd vol.3 Sugar★Toxic★Panic                                        | 天城成海（蒼井翔太） | 「LOCK YOU UP」 | 『DYNAMIC CHORD』関連曲                                                                |
| 3月1日   | デュエル・ギグ！vol.1                                                                             | 鳳葵陽（蒼井翔太） | 「雨天決行ガムシャララ」 「eat sweet Night」 | ゲーム『バンドやろうぜ！』関連曲                                                       |
| 3月1日   | デュエル・ギグ！vol.1 -Fairy April EDITION-                                                       | 鳳葵陽（蒼井翔太） | 「WHIZ」 | ゲーム『バンドやろうぜ！』関連曲                                                       |
| 3月1日   | REAL?/コ・コ・ロ・ヒ・ト・ツ                                                                      | UNICORN Jr. | 「REAL?」 | テレビアニメ『MARGINAL#4 KISSから創造るBig Bang』エンディングテーマ                    |
| 3月24日  | ツキウタ。 THE ANIMATION 第7巻 特典CD                                                             | Six Gravity、Procellarum | 「ツキノウタ。」 | テレビアニメ『ツキウタ。 THE ANIMATION』挿入歌                                         |
| 4月5日   | KISSから創造るBig Bang                                                                            | ピタゴラス★オールスター | 「KISSから創造るBig Bang」 | テレビアニメ『MARGINAL#4 KISSから創造るBig Bang』挿入歌                                |
| 4月26日  | beat goes on/what have you done for...                                                            | NaL（蒼井翔太） | 「beat goes on」 「what have you done for...」 | 『DYNAMIC CHORD』関連曲                                                                |
| 5月24日  | うたの☆プリンスさまっ♪アイドルソング 蘭丸&藍                                                      | 黒崎蘭丸（鈴木達央）、美風藍（蒼井翔太） | 「ハルハナ」 | 『うたの☆プリンスさまっ♪』関連曲                                                       |
| 5月24日  | うたの☆プリンスさまっ♪アイドルソング 蘭丸&藍                                                      | 美風藍（蒼井翔太） | 「シンクロニズム」 | 『うたの☆プリンスさまっ♪』関連曲                                                       |
| 6月7日   | ボーイフレンド（仮）きらめき☆ノート コンプリートコレクション#03                                   | charmtista | 「Beautiful Bouquet」 | ゲーム『ボーイフレンド（仮）きらめき☆ノート』関連曲                                    |
| 6月21日  | Prince Night〜どこにいたのさ!? MY PRINCESS〜                                                      | P4 with T | 「Prince Night〜どこにいたのさ!? MY PRINCESS〜」 | テレビアニメ『王室教師ハイネ』エンディングテーマ                                       |
| 6月21日  | Prince Night〜どこにいたのさ!? MY PRINCESS〜                                                      | P4 with T | 「Willkommen〜美しきこの王国で〜」 | テレビアニメ『王室教師ハイネ』関連曲                                                   |
| 6月21日  | 眼光シグナル                                                                                      | 金春貴之（蒼井翔太） | 「眼光シグナル」 | テレビアニメ『喧嘩番長 乙女 -Girl Beats Boys-』関連曲                                  |
| 6月21日  | ピタゴラスプロダクション SHUFFLE BEST                                                             | WONDER CORONA! | 「Lost Accessories」 | 『MARGINAL#4』関連曲                                                                   |
| 6月28日  | TVアニメ「ファンタシースターオンライン2 ジ アニメーション」キャラクターソングCD Vol.2             | 橘イツキ（蒼井翔太） | 「Infinite potential」 | テレビアニメ『ファンタシースターオンライン2 ジ アニメーション』関連曲                  |
| 6月28日  | TVアニメ「ファンタシースターオンライン2 ジ アニメーション」キャラクターソングCD Vol.2             | 橘イツキ（蒼井翔太）、泉澄リナ（諏訪彩花）、鈴来アイカ（M・A・O） | 「終わりなき物語（Sunny ver.）」 | テレビアニメ『ファンタシースターオンライン2 ジ アニメーション』関連曲                  |
| 7月26日  | 言祝ノ花                                                                                          | 高杉晋作（KENN）、森蘭丸（蒼井翔太）、聖徳太子（松岡禎丞）、夏目漱石（小野賢章）、徳川綱吉（小野友樹） | 「言祝ノ花」 | ゲーム『茜さすセカイでキミと詠う』主題歌                                               |
| 9月20日  | 喧嘩番長 乙女〜完全無欠のマイハニー〜 Themesong                                                   | 箕輪斗々丸（KENN）、金春貴之（蒼井翔太） | 「TWO SOULS 新しい明日へ」 | テレビアニメ『喧嘩番長 乙女〜完全無欠のマイハニー〜』オープニングテーマ                |
| 9月27日  | 劇場版KING OF PRISM -PRIDE the HERO- Song&Soundtrack                                              | 一条シン（寺島惇太）、如月ルヰ（蒼井翔太） | 「CRAZY GONNA CRAZY」 | 劇場アニメ『KING OF PRISM -PRIDE the HERO-』挿入歌                                     |
| 9月27日  | 劇場版KING OF PRISM -PRIDE the HERO- Song&Soundtrack                                              | 如月ルヰ（蒼井翔太） | 「ルナティックDEStiNy」 | 劇場アニメ『KING OF PRISM -PRIDE the HERO-』挿入歌                                     |
| 9月27日  | ボーイフレンド（仮）プロジェクト ミュージックアルバム 藤城学園 #01                                | 宝生瑞季（蒼井翔太） | 「kiss and cry」 | ゲーム『ボーイフレンド（仮）きらめき☆ノート』関連曲                                    |
| 9月27日  | MARGINAL#4 KISSから創造るBig Bang BEST                                                            | UNICORN Jr. | 「ハングリー？」 | 『MARGINAL#4』関連曲                                                                   |
| 10月18日 | Caligula-カリギュラ- セルフカバーコレクション「ostinato」                                         | カギP（蒼井翔太） | 「ピーターパンシンドロー」 | ゲーム『Caligula -カリギュラ-』関連曲                                                  |
| 10月25日 | デュエル・ギグ！vol.2                                                                             | 鳳葵陽（蒼井翔太） | 「secret lovesick」 「Believe Wing」 | ゲーム『バンドやろうぜ！』関連曲                                                       |
| 10月25日 | デュエル・ギグ！vol.2 -Fairy April EDITION-                                                       | 鳳葵陽（蒼井翔太） | 「雨音Valentine」 「HOT LIMIT」 | ゲーム『バンドやろうぜ！』関連曲                                                       |
| 11月15日 | うたの☆プリンスさまっ♪ Shining LiveテーマソングCD                                                 | 寿嶺二（森久保祥太郎）、黒崎蘭丸（鈴木達央）、美風藍（蒼井翔太）、カミュ（前野智昭） | 「FORCE LIVE」 | ゲーム『うたの☆プリンスさまっ♪ Shining Live』テーマソング                              |
| 11月29日 | 戦姫絶唱シンフォギアAXZ BD・DVD第3巻特典CD                                                        | サンジェルマン（寿美菜子）、カリオストロ（蒼井翔太）、プレラーティ（日高里菜） | 「Ewigkeit（死灯 -エイヴィヒカイト-）」 | テレビアニメ『戦姫絶唱シンフォギアAXZ』挿入歌                                          |
| 12月27日 | ピタゴラス スペクタクルツアー ライブ Vol.3 DOGGY BLACK                                            | 藍羽ルイ（高橋直純）、野村アール（鈴木裕斗）、新堂ツバサ（蒼井翔太） | 「ウラギリLIP」 「運命（ファタリテ）」 | 『MARGINAL#4』関連曲                                                                   |
| 12月27日 | Lollipop Candy                                                                                    | リヒト（蒼井翔太）、ハイネ（植田圭輔） | 「Lollipop Candy」 「Prince Night〜どこにいたのさ!? MY PRINCESS〜」                                                                                      | テレビアニメ『王室教師ハイネ』関連曲                                                   |
| 12月29日 | GHOST SONG 00.                                                                                    | 明智光秀（蒼井翔太） | 「GHOST CONCERT」 「告白」 | 『GHOST CONCERT』関連曲                                                                |
| 2018年   |                                                                                                   | | |                                                                                        |
| 1月17日  | ちるらん にぶんの壱 キャラソング                                                                  | 土方歳三（鈴木達央）、永倉新八（梅原裕一郎）、斉藤一（木村良平）、沖田総司（代永翼）、原田左之助（蒼井翔太） | 「証」 | テレビアニメ『ちるらん にぶんの壱』関連曲                                              |
| 1月17日  | ちるらん にぶんの壱 キャラソング                                                                  | 原田左之助（蒼井翔太） | 「死神」 | テレビアニメ『ちるらん にぶんの壱』関連曲                                              |
| 2月14日  | TVアニメ「DYNAMIC CHORD」The four SEASONS                                                         | NaL（蒼井翔太） | 「SILENT NIGHT」 | テレビアニメ『DYNAMIC CHORD』挿入歌                                                    |
| 2月28日  | 戦姫絶唱シンフォギアAXZ BD・DVD第6巻特典CD                                                        | サンジェルマン（寿美菜子）、カリオストロ（蒼井翔太）、プレラーティ（日高里菜） | 「死灯 -エイヴィヒカイト-」 | テレビアニメ『戦姫絶唱シンフォギアAXZ』挿入歌                                          |
| 3月28日  | into one                                                                                          | グルーヴィライトブルー | 「into one」 「ガラスのloveless」 | ゲーム『トリプルモンスターズ』関連曲                                                   |
| 3月28日  | ポプテピピック ALL TIME BEST                                                                      | 蒼井翔太（蒼井翔太） | 「POPPY PAPPY DAY」 | テレビアニメ『ポプテピピック』エンディングテーマ                                       |
| 4月4日   | ファンタシースターオンライン2 ジ アニメーション 主題歌・キャラクターソング コンプリートベスト     | 橘イツキ（蒼井翔太） | 「光の明日 〜POTENTIAL ABILITY〜」 「終わりなき物語（Sunny ver.）」                                                                                      | テレビアニメ『ファンタシースターオンライン2 ジ アニメーション』関連曲                  |
| 4月4日   | いつらのうたこゑ                                                                                  | り（蒼井翔太） | 「GO MY WAY」 | 『ひらがな男子』関連曲                                                                 |
| 4月25日  | イケメン戦国◆時をかける恋 キャラクターソング&ドラマCD 第四弾                                      | 森蘭丸（蒼井翔太） | 「恋空に響け」 | ゲーム『イケメン戦国◆時をかける恋』関連曲                                              |
| 6月6日   | KING OF PRISM RUSH SONG COLLECTION -RED NIGHT VAMPIRE-                                            | 如月ルヰ（蒼井翔太）、大和アレクサンダー（武内駿輔） | 「StarvedForYou」 | ゲーム『KING OF PRISM プリズムラッシュ！LIVE』関連曲                                   |
| 6月20日  | Bullet of Loyalty                                                                                 | ブラウン・ベス（八代拓）、シャルルヴィル（立花慎之介）、スプリングフィールド（蒼井翔太）、ケンタッキー（梶裕貴） | 「Bullet of Loyalty」 | ゲーム『千銃士』テーマソング                                                           |
| 6月20日  | Bullet of Loyalty                                                                                 | ブラウン・ベス（八代拓）、シャルルヴィル（立花慎之介）、スプリングフィールド（蒼井翔太）、ケンタッキー（梶裕貴） | 「Be Noble 〜自由へのRebirth〜」 | ゲーム『千銃士』関連曲                                                                 |
| 6月27日  | しょーたんキャラクターソングCD Twinkle Star                                                       | しょーたん（蒼井翔太） | 「Twinkle Star」 「Pastel Color Dreaming」 「Open Your Paradise」 「しあわせぴーす」 「Star’s Ligh」 「STAND BY ME」                                     | 『リトルツインスターズ』関連曲                                                         |
| 7月20日  | Re←START ※非売品CD                                                                                | stirRhythm | 「Re←START」 | ゲーム『スターリィパレット』関連曲                                                     |
| 7月25日  | Noble Bullet 01 アメリカ独立戦争グループ                                                          | スプリングフィールド（蒼井翔太） | 「Starring field」 | ゲーム『千銃士』関連曲                                                                 |
| 8月1日   | FLY TO THE FUTURE                                                                                 | QUARTET NIGHT | 「FLY TO THE FUTURE」 「THE WORLD IS MINE」 | 劇場アニメ『劇場版 うたの☆プリンスさまっ♪ マジLOVEキングダム』挿入歌                   |
| 8月10日  | GHOST SONG 01.                                                                                    | 明智光秀（蒼井翔太） | 「音ノ葉」 「辿る行方」 | 『GHOST CONCERT』関連曲                                                                |
| 8月20日  | 尋常に、凛として ※非売品CD                                                                        | stirRhythm | 「尋常に、凛として」 | ゲーム『スターリィパレット』関連曲                                                     |
| 8月22日  | antique memory                                                                                    | ブラウン・ベス（八代拓）、シャルルヴィル（立花慎之介）、スプリングフィールド（蒼井翔太）、ケンタッキー（梶裕貴） | 「antique memory」 | テレビアニメ『千銃士』オープニングテーマ                                               |
| 9月5日   | Own The Night〜イケメンライブ 恋の歌をキミに イケラブ 1st ALBUM〜                                 | 朱真遥音（KENN）、銀波律（蒼井翔太）、東雲詠介（谷山紀章）、蘇芳楽（梶裕貴）、眞白奏（深町寿成）、千草響一郎（伊東健人）、天宮アンリ（大河元気）、藍墨晃揮（近藤隆）、藤代旋（黒田崇矢）、銀波弓弦（植田圭輔）、椿麻琴（小野友樹）、木蘭宗詩（市川太一） | 「最愛PHRASE」 | ゲーム『イケメンライブ 恋の歌をキミに』主題歌                                          |
| 9月5日   | Own The Night〜イケメンライブ 恋の歌をキミに イケラブ 1st ALBUM〜                                 | HOUNDS | 「HORIZON」 | ゲーム『イケメンライブ 恋の歌をキミに』関連曲                                          |
| 9月5日   | Own The Night〜イケメンライブ 恋の歌をキミに イケラブ 1st ALBUM〜                                 | 銀波律（蒼井翔太） | 「雨が終わる場所」 | ゲーム『イケメンライブ 恋の歌をキミに』関連曲                                          |
| 9月26日  | TAKE A DREAM!!                                                                                    | 望月悠馬（島﨑信長）、花房柳（古川慎）、新兎千里（花江夏樹）、獅子丸孝臣（内田雄馬）、針宮藤次（豊永利行）、三毛門紫音（蒼井翔太） | 「TAKE A DREAM!!」 | ゲーム『DREAM!ing』主題歌                                                              |
| 9月26日  | TAKE A DREAM!!                                                                                    | 三毛門紫音（蒼井翔太）、花房柳（古川慎）、浅霧巳影（立花慎之介）、柴咲真也（山口智広）、白華時雨（小林裕介）、槙千鶴（土岐隼一）、志部谷幽（畠中祐）、牛若湊（中島ヨシキ） | 「ゆめの世界へようこそ」 | ゲーム『DREAM!ing』関連曲                                                              |
| 9月26日  | KARA∞KARA                                                                                         | UNICORN Jr. | 「KARA∞KARA」 「幻想歌（ファンタジア）」 | 『MARGINAL#4』関連曲                                                                   |
| 10月17日 | KING OF PRISM RUSH SONG COLLECTION -Sweet Sweet Replies!-                                         | 如月ルヰ（蒼井翔太） | 「Silent Promise」 | ゲーム『KING OF PRISM プリズムラッシュ！LIVE』関連曲                                   |
| 10月17日 | うたの☆プリンスさまっ♪デュエットドラマCD「Fiction」 嶺二＆藍                                      | 寿嶺二（森久保祥太郎）、美風藍（蒼井翔太） | 「Fiction」 | 『うたの☆プリンスさまっ♪』関連曲                                                       |
| 10月26日 | Give me 5 ※非売品CD                                                                               | stirRhythm | 「Give me 5」 | ゲーム『スターリィパレット』関連曲                                                     |
| 11月10日 | Let's Go! Fairyland!! ※非売品CD                                                                   | 五十嵐一雪（榎木淳弥）、暮内ゆうひ（桐明衝）、櫻井桃真（蒼井翔太） | 「Let's Go! Fairyland!!」 | ゲーム『スターリィパレット』関連曲                                                     |
| 11月21日 | うたの☆プリンスさまっ♪Eternal Song CD「雪月花」                                                   | 一十木音也（寺島拓篤）、聖川真斗（鈴村健一）、四ノ宮那月（谷山紀章）、一ノ瀬トキヤ（宮野真守）、神宮寺レン（諏訪部順一）、来栖翔（下野紘）、愛島セシル（鳥海浩輔）、寿嶺二（森久保祥太郎）、黒崎蘭丸（鈴木達央）、美風藍（蒼井翔太）、カミュ（前野智昭） | 「雪月花」 | 『うたの☆プリンスさまっ♪』関連曲                                                       |
| 11月21日 | デュエル・ギグ！ vol.3                                                                            | 鳳葵陽（蒼井翔太） | 「FAIRY GO！ 」 「Shining☆Star 」 | ゲーム『バンドやろうぜ！』関連曲                                                       |
| 11月21日 | デュエル・ギグ！ vol.3 -Fairy April EDITION-                                                      | 鳳葵陽（蒼井翔太） | 「放課後バケーション」 「Frontier 」 | ゲーム『バンドやろうぜ！』関連曲                                                       |
| 11月21日 | DUEL GIG EXTRA                                                                                    | 鳳葵陽（蒼井翔太） | 「yellow sunlight 」 | ゲーム『バンドやろうぜ！』関連曲                                                       |
| 11月23日 | KING OF PRISM Rose Party 2018 アニミュゥモ特典CD                                                  | 一条シン（寺島惇太）、太刀花ユキノジョウ（斉藤壮馬）、十王院カケル（八代拓）、香賀美タイガ（畠中祐）、西園寺レオ（永塚拓馬）、鷹梁ミナト（五十嵐雅）、涼野ユウ（内田雄馬）、如月ルヰ（蒼井翔太）、大和アレクサンダー（武内駿輔） | 「ドラマチックLOVE Rose Party 2018 Ver」 | 劇場アニメ『KING OF PRISM by PrettyRhythm』関連曲                                      |
| 12月12日 | 劇場版 うたの☆プリンスさまっ♪ マジLOVEキングダム スペシャルユニットドラマCD 音也・藍・ヴァン      | 一十木音也（寺島拓篤）、美風藍（蒼井翔太）、桐生院ヴァン（高橋英則） | 「Up-Down-Up!」 | 劇場アニメ『劇場版 うたの☆プリンスさまっ♪ マジLOVEキングダム』挿入歌                   |
| 2019年   |                                                                                                   | | |                                                                                        |
| 2月8日   | "友達 以上×敵 未満"                                                                               | P4 with T | 「"友達 以上×敵 未満"」 | 劇場アニメ『劇場版 王室教師ハイネ』エンディングテーマ                                  |
| 2月8日   | "友達 以上×敵 未満"                                                                               | P4 with T | 「"友達 以上×敵 未満" Remix」 「"友達 以上×敵 未満" Remix2」                                                                                             | 劇場アニメ『劇場版 王室教師ハイネ』関連曲                                              |
| 3月13日  | Secret Scarlet 〜ゆめライブCD 藤次&紫音〜                                                         | 針宮藤次（豊永利行）、三毛門紫音（蒼井翔太） | 「Secret Scarlet」 「FREEDOM（藤次・紫音ver.）」 「FREEDOM（紫音・藤次ver.）」 「グンナイ☆HONEY（藤次・紫音ver.）」 「グンナイ☆HONEY（紫音・藤次ver.）」 | ゲーム『DREAM!ing』関連曲                                                              |
| 3月27日  | BLACK OUT/HAPPY ENTERTAINER 〜ゆめライブCD 黒寮VS白寮〜                                           | 虎澤一生（深町寿成）、浅霧巳影（立花慎之介）、花房柳（古川慎）、三毛門紫音（蒼井翔太）、柴咲真也（山口智広）、白華時雨（小林裕介） | 「HAPPY ENTERTAINER」 | ゲーム『DREAM!ing』関連曲                                                              |
| 3月27日  | BLACK OUT/HAPPY ENTERTAINER 〜ゆめライブCD 黒寮VS白寮〜                                           | 望月悠馬（島﨑信長）、花房柳（古川慎）、新兎千里（花江夏樹）、獅子丸孝臣（内田雄馬）、針宮藤次（豊永利行）、三毛門紫音（蒼井翔太）、虎澤一生（深町寿成）、浅霧巳影（立花慎之介）、柴咲真也（山口智広）、白華時雨（小林裕介）、竜ヶ崎仁（武内駿輔）、槙千鶴（土岐隼一）、志部谷幽（畠中祐）、牛若湊（中島ヨシキ）、久磨凛太朗（柿原徹也）、ビアンキ由仁（天野七瑠） | 「TAKE A DREAM!!（特進生集合Ver.）」 | ゲーム『DREAM!ing』関連曲                                                              |
| 3月27日  | SuperHighSchool                                                                                   | 箕輪斗々丸（KENN）、金春貴之（蒼井翔太） | 「SuperHighSchool」 | ゲーム『喧嘩番長 乙女 2nd Rumble!!』オープニングテーマ                                 |
| 4月17日  | ポプテピピック ALL TIME BEST 2                                                                    | 蒼井翔太（蒼井翔太） | 「風船飛行」 「AOI Traveler」 | テレビアニメ『ポプテピピック』エンディングテーマ                                       |
| 6月26日  | 大正×対称アリス デュエットソングシリーズ vol.2 猟師&白雪                                          | 猟師（橋詰知久）、白雪（蒼井翔太） | 「MIDWINTER GIFT」 | ゲーム『大正×対称アリス』関連曲                                                        |
| 6月26日  | 大正×対称アリス デュエットソングシリーズ vol.2 猟師&白雪                                          | 白雪（蒼井翔太） | 「MIDWINTER GIFT」 | ゲーム『大正×対称アリス』関連曲                                                        |
| 6月26日  | ハヰカラレコォド〜新好男子歌曲〜                                                                  | 滝廉太郎（蒼井翔太） | 「光はいつも かはらぬものを」 | ゲーム『明治東亰恋伽〜ハヰカラデヱト〜』関連曲                                         |
| 7月17日  | ACTORS 5th Anniversary Edition                                                                    | 芦原倖乎（蒼井翔太） | 「Black Board（リアレンジ）」 | 『ACTORS』関連曲                                                                       |
| 7月17日  | ピタゴラスプロダクション GALACTI9★SONGシリーズ #8「ange dêchu」新堂ツバサ                         | 新堂ツバサ（蒼井翔太） | 「ange dêchu」 「パルコ（Tsubasa Ver.）」 | 『MARGINAL#4』関連曲                                                                   |
| 7月22日  | -                                                                                                 | ディーン（蒼井翔太） | 「No more crying」 | ゲーム『アルピエル』関連曲                                                             |
| 8月7日   | KING OF PRISM -Shiny Seven Stars- マイソングシングルシリーズ 如月ルヰ                             | 如月ルヰ（蒼井翔太） | 「I know Shangri-La」 | テレビアニメ『KING OF PRISM -Shiny Seven Stars-』挿入歌                                |
| 8月7日   | KING OF PRISM -Shiny Seven Stars- マイソングシングルシリーズ 如月ルヰ                             | 如月ルヰ（蒼井翔太） | 「愛がもう少し欲しいよ」 | テレビアニメ『KING OF PRISM -Shiny Seven Stars-』エンディングテーマ                    |
| 8月28日  | うたの☆プリンスさまっ♪ Shining Live テーマソングCD2                                               | 寿嶺二（森久保祥太郎）、黒崎蘭丸（鈴木達央）、美風藍（蒼井翔太）、カミュ（前野智昭） | 「DANCING OVER NIGHT」 | ゲーム『うたの☆プリンスさまっ♪ Shining Live』テーマソング                              |
| 9月25日  | Noble Recollections 01                                                                            | ブラウン・ベス（八代拓）、シャルルヴィル（立花慎之介）、スプリングフィールド（蒼井翔太）、ケンタッキー（梶裕貴）、ペンシルヴァニア（伊東健人） | 「antique memory 〜アメリカ独立戦争 5 bullets edition〜」                                                                                                | ゲーム『千銃士』関連曲                                                                 |
| 9月27日  | KING OF PRISM -Shiny Seven Stars- BD / DVD 全巻購入特典「PRISM COVERS COLLECTION -アニメイト盤-」 | 一条シン（寺島惇太）、如月ルヰ（蒼井翔太） | 「Silent Promise」 | テレビアニメ『KING OF PRISM -Shiny Seven Stars-』関連曲                                |
| 10月9日  | KING OF PRISM -Shiny Seven Stars- Song&Soundtrack                                                 | 如月ルヰ（蒼井翔太） | 「MOONSHINE」 | テレビアニメ『KING OF PRISM -Shiny Seven Stars-』挿入歌                                |
| 10月9日  | KING OF PRISM -Shiny Seven Stars- Song&Soundtrack                                                 | 如月ルヰ（蒼井翔太） | 「gift」 | テレビアニメ『KING OF PRISM -Shiny Seven Stars-』関連曲                                |
| 11月27日 | Cheers, Big ears!                                                                                 | Stellar CROWNS with 朱音 | 「REAL⇔FAKE」 | テレビドラマ『REAL⇔FAKE』オープニングテーマ                                            |
| 11月27日 | Cheers, Big ears!                                                                                 | Stellar CROWNS with 朱音 | 「REAL⇔FAKE -Remix ver-」 | テレビドラマ『REAL⇔FAKE』関連曲                                                        |
| 11月27日 | Cheers, Big ears!                                                                                 | 朱音（蒼井翔太） | 「天使の心」 | テレビドラマ『REAL⇔FAKE』関連曲                                                        |
| 12月4日  | 戦姫絶唱シンフォギアXD UNLIMITED キャラクターソングアルバム2                                      | サンジェルマン（寿美菜子）、カリオストロ（蒼井翔太）、プレラーティ（日高里菜） | 「永輝-エィヴィガーブント-」 | ゲーム『戦姫絶唱シンフォギアXD UNLIMITED』関連曲                                       |
| 12月25日 | 劇場版 うたの☆プリンスさまっ♪ マジLOVEキングダム BD・DVD特典CD                                    | ST☆RISH、QUARTET NIGHT、HE★VENS | 「マジLOVEキングダム」 「Welocme to UTA☆PRI KINGDOM!!」                                                                                                  | 劇場アニメ『劇場版 うたの☆プリンスさまっ♪ マジLOVEキングダム』挿入歌                   |
| 2020年   |                                                                                                   | | |                                                                                        |
| 3月25日  | LOVEグラフィティ                                                                                  | KING OF PRISM ALL STARS | 「ドラマチックLOVE -ALLSTARS THANKS ver.-」 | 劇場アニメ『KING OF PRISM ALL STARS -プリズムショー☆ベストテン-』関連曲は              |
| 3月25日  | ピタゴラスインフィニティソロベスト”U”(4+2+3=9)∞                                                   | UNICORN Jr. | 「B R A V E R Y」 | 『MARGINAL#4』関連曲                                                                   |
| 4月15日  | うたの☆プリンスさまっ♪ Another World〜WHITE&BLACK〜 テーマソングCD                                | WHITE GRAVITY | 「WHITE GRAVITY」 | イベント『うたの☆プリンスさまっ♪ Another World〜WHITE&BLACK〜』テーマソング            |
| 4月22日  | GHOST SONG xx.「SHOW TIME」                                                                       | 明智光秀（蒼井翔太） | 「GHOST CONCERT」 「告白」 | 『GHOST CONCERT』関連曲                                                                |
| 5月20日  | ACTORS-Singing Contest Edition-sideA                                                              | 芦原倖乎（蒼井翔太） | 「命のユースティティア」 | キャラクターCD『ACTORS』関連曲                                                         |
| 6月5日   | ピタゴラスプロダクション ONE DREAM 2020 3rd「Wake Upじゃまいか！？」                              | WONDER CORONA! | 「Wake Upじゃまいか！？」 | 『MARGINAL#4』関連曲                                                                   |
| 6月26日  | White Sparks                                                                                      | Procellarum | 「White Sparks」 | テレビアニメ『ツキウタ。 THE ANIMATION2』オープニングテーマ                            |
| 7月17日  | ピタゴラスプロダクション ONE DREAM 2020 4th「Still Green」                                        | WONDER CORONA! | 「Still Green」 | 『MARGINAL#4』関連曲                                                                   |
| 9月16日  | SUPER STAR/THIS IS...!/Genesis HE★VENS                                                            | 寿嶺二（森久保祥太郎）、黒崎蘭丸（鈴木達央）、美風藍（蒼井翔太）、カミュ（前野智昭） | 「THIS IS...!」 | 『うたの☆プリンスさまっ♪』関連曲                                                       |
| 12月4日  | Majestic World                                                                                    | ヨウ（立花慎之介 ）、ノア（蒼井翔太 ）、カイ（KENN ） | 「Majestic World」 | 『アニドルカラーズ』関連曲                                                             |
| 2021年   |                                                                                                   | | |                                                                                        |
| 1月29日  | ツキウタ。 THE ANIMATION2 BD・DVD第1巻特典CD                                                      | 水無月涙（蒼井翔太） | 「Close」 | テレビアニメ『ツキウタ。 THE ANIMATION2』エンディングテーマ                            |
| 2月10日  | 劇場版「美少女戦士セーラームーンEternal」 キャラクターソング集 Eternal Collection                 | タイガーズ・アイ（日野聡）、ホークス・アイ（豊永利行）、フィッシュ・アイ（蒼井翔太） | 「ドリームズ・アイ」 | 劇場アニメ『劇場版 美少女戦士セーラームーンEternal』関連曲                             |
| 2月17日  | DYNAMIC CHORD apple-polisher Neu-ERA                                                              | NaL（蒼井翔太） | 「Neu-ERA」 | 『DYNAMIC CHORD』関連曲                                                                |
| 2月21日  | うたの☆プリンスさまっ♪ for Nintendo Switch Special Campaign CD                                    | QUARTET NIGHT | 「UP TO THE LIMIT」 | 『うたの☆プリンスさまっ♪』関連曲                                                       |
| 2月26日  | Tear                                                                                              | 水無月涙（蒼井翔太） | 「Tear」 | 『ツキウタ。』関連曲                                                                   |
| 3月10日  | うたの☆プリンスさまっ♪ アイドルソング美風 藍                                                      | 美風藍（蒼井翔太） | 「ラヴ・エボル」 「Dream Maker」 | 『うたの☆プリンスさまっ♪』関連曲                                                       |
| 3月31日  | EMORITY                                                                                           | Kuronoatmosphere［919（蒼井翔太）］ | 「EMORITY」 | ゲーム『SHOW BY ROCK!! Fes A Live』関連曲                                              |
| 3月31日  | Distribute Syndrome                                                                               | Kuronoatmosphere［919（蒼井翔太）］ | 「Distribute Syndrome」 | ゲーム『SHOW BY ROCK!! Fes A Live』関連曲                                              |
| 3月31日  | Indivisible                                                                                       | Kuronoatmosphere［919（蒼井翔太）］ | 「Indivisible」 | ゲーム『SHOW BY ROCK!! Fes A Live』関連曲                                              |
| 5月26日  | ファビュラスナイト Host-Song Reservation -Gold- クロノスタシス                                    | ギルガメッシュ（大塚剛央）、アルジャーノン（蒼井翔太）、カール（佐々木喜英）、ソル（増田俊樹） | 「Mythology feat. CLUB ChronoStasis」 「シャンパンコール 〜クロノスタシス篇〜」                                                                          | 『ファビュラスナイト』関連曲                                                           |
| 6月2日   | うたの☆プリンスさまっ♪10th Anniversary CD                                                         | 寿嶺二（森久保祥太郎）、黒崎蘭丸（鈴木達央）、美風藍（蒼井翔太）、カミュ（前野智昭） | 「QUARTET CROWN」 | 『うたの☆プリンスさまっ♪』関連曲                                                       |
| 6月9日   | RUMOR                                                                                             | Stellar CROWNS with 朱音 | 「RUMOR」 | テレビドラマ『REAL⇔FAKE 2nd Stage』主題歌                                              |
| 6月9日   | RUMOR                                                                                             | Stellar CROWNS with 朱音 | 「僕らの明日へ」 | テレビドラマ『REAL⇔FAKE 2nd Stage』関連曲                                              |
| 7月15日  | HYBRiD-EMOTION                                                                                    | Kuronoatmosphere［919（蒼井翔太）］ | 「HYBRiD-EMOTION」 | ゲーム『SHOW BY ROCK!! Fes A Live』関連曲                                              |
| 8月25日  | うたの☆プリンスさまっ♪Shining All Star CD3                                                        | 寿嶺二（森久保祥太郎）、黒崎蘭丸（鈴木達央）、美風藍（蒼井翔太）、カミュ（前野智昭） | 「Ready Steady Race!」 | 『うたの☆プリンスさまっ♪』関連曲                                                       |
| 10月6日  | 残酷シャングリラ/BLOODY KISS/玉座のGEMINI                                                         | ECLIPSE | 「玉座のGEMINI」 | テレビアニメ『ヴィジュアルプリズン』挿入歌                                             |
| 11月24日 | Yessir!!!                                                                                         | UNICORN Jr. | 「Yessir!!!」 「千差万客」 | 『MARGINAL＃4』関連曲                                                                  |
| 11月26日 | 弁 TO フライ                                                                                      | ヤス（伊東健人）、919（蒼井翔太） | 「弁 TO フライ」 | ゲーム『SHOW BY ROCK!! Fes A Live』関連曲                                              |
| 12月15日 | ヴィジュアルプリズン BD・DVD第1巻特典CD                                                           | ECLIPSE | 「ギルティ†クロス」 | テレビアニメ『ヴィジュアルプリズン』挿入歌                                             |
| 12月22日 | TVアニメ『新幹線変形ロボ シンカリオンＺ』オリジナル・サウンドトラック                             | 嵐山ギンガ（蒼井翔太） | 「未来Cool☆Express」 | テレビアニメ『新幹線変形ロボ シンカリオンＺ』挿入歌                                    |
| 12月24日 | ツキウタ。 THE ANIMATION2 BD・DVD第7巻特典CD                                                      | Six Gravity、Procellarum | 「月ノ詩。」 | テレビアニメ『ツキウタ。 THE ANIMATION2』エンディングテーマ                            |
| 2022年   |                                                                                                   | | |                                                                                        |
| 3月23日  | ヴィジュアルプリズン BD・DVD第4巻特典CD                                                           | ハイド・ジャイエ（蒼井翔太） | 「Holy Love」 | テレビアニメ『ヴィジュアルプリズン』挿入歌                                             |
| 3月23日  | ANGELIST/SACRIFICE/ROYAL CROWN                                                                    | ECLIPSE | 「ROYAL CROWN」 | テレビアニメ『ヴィジュアルプリズン』挿入歌                                             |
| 12月7日  | うたの☆プリンスさまっ♪ Shining Live 5th Anniversary CD                                            | 四ノ宮那月（谷山紀章）、一ノ瀬トキヤ（宮野真守）、神宮寺レン（諏訪部順一）、美風藍（蒼井翔太） | 「Stars From Microcosmos」 | 『うたの☆プリンスさまっ♪』関連曲                                                       |
| 12月7日  | うたの☆プリンスさまっ♪ Shining Live 5th Anniversary CD                                            | QUARTET NIGHT | 「FORCE LIVE (Anniversary Rearrange)」 「DANCING OVER NIGHT (Xmas Rearrange)」                                                                           | 『うたの☆プリンスさまっ♪』関連曲                                                       |
| 12月21日 | ポプテピピック ALL TIME BEST 3                                                                    | 蒼井翔太（蒼井翔太） | 「蒼井翔太体操」 | テレビアニメ『ポプテピピック 第2シリーズ』エンディングテーマ                           |
| 12月21日 | ポプテピピック ALL TIME BEST 3                                                                    | 蒼井翔太（蒼井翔太） | 「Endless Love」 | テレビアニメ『ポプテピピック 第2シリーズ』オープニングテーマ                           |
| 2023年   |                                                                                                   | | |                                                                                        |
| 1月25日  | ファビュラスナイト Host-Song PRIDE -Hi-Tradition- クロノスタシス                                  | アルジャーノン（蒼井翔太） | 「Criminal Lover」 | 『ファビュラスナイト』関連曲                                                           |
| 1月25日  | ファビュラスナイト Host-Song PRIDE -Hi-Tradition- クロノスタシス                                  | ギルガメッシュ（大塚剛央）、アルジャーノン（蒼井翔太）、カール（佐々木喜英）、ソル（増田俊樹） | 「男本☆シャンパンコール 〜愛の四重奏篇〜」 | 『ファビュラスナイト』関連曲                                                           |
| 3月31日  | Asterism                                                                                          | stirRhythm | 「a☆sterism」 「Freak!」 「Now or Never！」 「Evening Shower」 「ホシノハナ」 「EveningShower verバラード」                                              | 『スターリィパレット』関連曲                                                           |
| 3月31日  | Asterism                                                                                          | 五十嵐一雪（榎木淳弥）、暮内ゆうひ（桐明衝）、櫻井桃真（蒼井翔太） | 「君へ。」 | 『スターリィパレット』関連曲                                                           |
| 3月31日  | Asterism                                                                                          | 星野紅葉（鈴木裕斗）、紫藤董哉（木村昴）、櫻井桃真（蒼井翔太） | 「Starry Light」 「Fantastic Magic」 | 『スターリィパレット』関連曲                                                           |
| 5月24日  | うたの☆プリンスさまっ♪SHINING BIRTHDAY SONG CD                                                    | 美風藍（蒼井翔太） | 「FLAKE HEART」 | 『うたの☆プリンスさまっ♪』関連曲                                                       |
| 5月24日  | うたの☆プリンスさまっ♪SHINING BIRTHDAY SONG CD                                                    | ST☆RISH、QUARTET NIGHT | 「YOUR BIRTHDAY」 | 『うたの☆プリンスさまっ♪』関連曲                                                       |
| 6月28日  | ムーンライト・アリア                                                                              | アリア（伊調弦八[蒼井翔太]） | 「ムーンライト・アリア」 | 『Arcanamusica』関連曲                                                                 |
| 6月30日  | DYNAMIC CHORD Cover Compilation CD                                                                | NaL（蒼井翔太） | 「JUDGEMENT ‐ apple-polisher ver.」 | 『DYNAMIC CHORD』関連曲                                                                |
| 6月30日  | 「ツキウタ。」キャラクターCD・5thシーズン7 水無月 涙＆師走 駆「マバユイストロボ」                 | 水無月涙（蒼井翔太）、師走駆（梶 裕貴） | 「マバユイストロボ」 | 『ツキウタ。』関連曲                                                                   |
| 8月3日   | ダイスキキス                                                                                      | 南波湾 穣（蒼井翔太） & 牧志 真夢（安元洋貴） | 「ダイスキキス」 | 『ハチミツ學園』関連曲                                                                 |
| 8月25日  | ハチミツ學園 ユニットソングアルバムCD ダンシコウセイ123GO!                                        | ハチミツ學園購買部 [牧志真夢（安元洋貴）、南波湾穣（蒼井翔太）with 御徒町ショータ （室元気）] | 「ego with S 」 | 『ハチミツ學園』関連曲                                                                 |
| 9月29日  | 「ツキウタ。」 Dear Dreamer, ver.Six Gravity & Procellarum                                        | Six Gravity、Procellarum | 「『Dear Dreamer,』ver.Six Gravity & Procellarum」 | 『ツキウタ。』関連曲                                                                   |
| 9月29日  | 「ツキウタ。」 Dear Dreamer, ver.Six Gravity & Procellarum                                        | Procellarum | 「『Dear Dreamer,』ver.Procellarum」 | 『ツキウタ。』関連曲                                                                   |
| 10月27日 | 「ツキウタ。」キャラクターCD・5thシーズン11 神無月 郁＆水無月 涙「ワガママ」                      | 水無月涙（蒼井翔太）、神無月郁（小野賢章） | 「ワガママ」 | 『ツキウタ。』関連曲                                                                   |
| 2024年   |                                                                                                   | | |                                                                                        |
| 1月17日  | うたの☆プリンスさまっ♪Dramatic Masterpiece Show ファウスト ラストカンタータ                       | QUARTET NIGHT | 「咎人のレクイエム」 | 『うたの☆プリンスさまっ♪』関連曲                                                       |
| 1月17日  | うたの☆プリンスさまっ♪Dramatic Masterpiece Show ファウスト ラストカンタータ                       | 美風藍（蒼井翔太）、カミュ（前野智昭） | 「生命の息吹」 | 『うたの☆プリンスさまっ♪』関連曲                                                       |
| 2月21日  | TVアニメ「デッドマウント・デスプレイ」Blu-ray BOX Ⅱ 特典CD                                        | 神薙涼馬（蒼井翔太） | 「未体験ランデヴー」 | テレビアニメ「デッドマウント・デスプレイ」挿入曲                                       |
| 2025年   |                                                                                                   | | |                                                                                        |
| 8月20日  | 『KING OF PRISM-Your Endless Call-み〜んなきらめけ！プリズム☆ツアーズ』Song Collection            | TRI-UMviratuS | 「Feel Like dance -TRI-UMviratuS ver.-」 | 劇場アニメ『KING OF PRISM-Your Endless Call-み〜んなきらめけ!プリズム☆ツアーズ』挿入歌 |

## ライブ

### 合同ライブ
| 出演日                 | タイトル                                     | 会場                                   |
| ---------------------- | -------------------------------------------- | -------------------------------------- |
| 2014年7月19日          | BREAK OUT祭                                  | Zepp DiverCity（東京都）               |
| 2014年8月13日          | S夏祭り                                      | TSUTAYA O-EAST（東京都）               |
| 2014年11月3日          | BREAK OUT祭                                  | Zepp Tokyo（東京都）                   |
| 2014年11月16日         | S秋祭り                                      | あるあるYY劇場（福岡県）               |
| 2015年7月11日          | BREAK OUT祭                                  | Zepp DiverCity（東京都）               |
| 2015年8月16日          | S夏祭り                                      | 東京キネマ倶楽部（東京都）             |
| 2015年8月29日          | Animelo Summer Live 2015 -THE GATE-          | さいたまスーパーアリーナ（埼玉県）     |
| 2015年12月26日         | S冬祭り                                      | 東京国際フォーラム（東京都）           |
| 2016年1月31日          | ミューコミ+プレゼンツ アニメ紅白歌合戦 Vol.5 | 国立代々木競技場第一体育館（東京都）   |
| 2016年8月28日          | Animelo Summer Live 2016 刻 -TOKI-           | さいたまスーパーアリーナ（埼玉県）     |
| 2017年8月26日          | Animelo Summer Live 2017 -THE CARD-          | さいたまスーパーアリーナ（埼玉県）     |
| 2018年3月3日・4日      | シンフォギアライブ2018                       | 武蔵野の森総合スポーツプラザ（東京都） |
| 2018年8月26日          | Animelo Summer Live 2018 "OK!"               | さいたまスーパーアリーナ（埼玉県）     |
| 2018年9月24日          | KING SUPER LIVE 2018                         | 東京ドーム（東京都）                   |
| 2019年9月1日           | Animelo Summer Live 2019 -STORY-             | さいたまスーパーアリーナ（埼玉県）     |
| 2023年8月25日          | Animelo Summer Live 2023 -AXEL-              | さいたまスーパーアリーナ（埼玉県）     |
| 2024年5月11日・12日    | KING SUPER LIVE 2024                         | Kアリーナ横浜（神奈川県）              |
| 2024年9月1日           | Animelo Summer Live 2024 -Stargazer-         | さいたまスーパーアリーナ（埼玉県）     |
| 2024年11月23日         | ANIMAX MUSIX 2024 FALL                       | 横浜アリーナ（神奈川県）               |
| 2025年8月31日（予定）  | Animelo Summer Live 2025 “ThanXX!”           | さいたまスーパーアリーナ（埼玉県）     |
| 2025年11月15日（予定） | ANIMAX MUSIX 2025 YOKOHAMA                   | 横浜アリーナ（神奈川県）               |

## 書籍

### 写真集
- 蒼井翔太1stパーソナルブック SHOWTIMES（2014年5月16日、主婦と生活社、ISBN 978-4-391-14506-9）
- 蒼井翔太PHOTO COLLECTION TRICK OR MAGIC (ロマンアルバム) 、徳間書店、（2015年6月2日、ISBN 978-4-19-720421-2）
- 蒼井翔太「生きていく」(2019年12月24日、株式会社GARNET、ISBN 978-4-99-112041-1[269])

### ファンブック
- 声地探訪 vol.2 蒼井翔太編 福井ノススメ（2017年、小学館クリエイティブ、ISBN 978-4-7780-3611-9[270]）
- 蒼井翔太×リトルツインスターズコラボ公式BOOK（2019年 KADOKAWA[271]）

### 雑誌連載
- PASH! コラム連載　2013年4月号 - 2014年5月号